# ATP Challenger Tour 2024
ATP Challenger Tour 2024 este circuitul secundar profesionist de tenis organizat de ATP. Calendarul ATP Challenger Tour 2024 cuprinde 140 turnee (ianuarie–august) cu premii în bani cuprinse între 40.000 USD și 220.000 USD. Este cea de-a 45-a ediție a ciclului de turnee Challenger și a 16-a sub numele de Challenger Tour.

## Lista cronologică a turneelor
Acesta este programul evenimentelor din calendarul 2024.

### Ianuarie
| Săptă mâna | Turneu                                                                                                | Campioni                                                         | Finaliști                                           | Semifinaliști                            | Sfert-finaliști                                                                 |
| ---------- | --- | ---------------------------------------------------------------- | --------------------------------------------------- | ---------------------------------------- | ------------------------------------------------------------------------------- |
| 1 ian      | Canberra Challenger Canberra, Australia Dură – Challenger 125 – 32S/24Q/16D                           | Dominik Koepfer 6–3, 6–2                                         | Jakub Menšík                                        | Gabriel Diallo Brandon Nakashima         | David Goffin Matteo Gigante Alexander Ritschard Tristan Schoolkate              |
| 1 ian      | Canberra Challenger Canberra, Australia Dură – Challenger 125 – 32S/24Q/16D                           | Daniel Rincón Abdullah Shelbayh 7–6(7–4), 6–3                    | André Göransson Albano Olivetti                     | Gabriel Diallo Brandon Nakashima         | David Goffin Matteo Gigante Alexander Ritschard Tristan Schoolkate              |
| 1 ian      | BNP Paribas de Nouvelle-Calédonie Nouméa, Noua Caledonie Dură – Challenger 100 – 32S/24Q/16D          | Arthur Cazaux 6–1, 6–1                                           | Enzo Couacaud                                       | Gijs Brouwer Harold Mayot                | Richard Gasquet Hugo Gaston Benoît Paire Jesper de Jong                         |
| 1 ian      | BNP Paribas de Nouvelle-Calédonie Nouméa, Noua Caledonie Dură – Challenger 100 – 32S/24Q/16D          | Colin Sinclair Rubin Statham 7–5, 6–2                            | Toshihide Matsui Calum Puttergill                   | Gijs Brouwer Harold Mayot                | Richard Gasquet Hugo Gaston Benoît Paire Jesper de Jong                         |
| 1 ian      | Nonthaburi Challenger Nonthaburi, Thailanda Dură – Challenger 75 – 32S/24Q/16D                        | Valentin Vacherot 3–2 ret.                                       | Lucas Pouille                                       | Hong Seong-chan Hsu Yu-hsiou             | Gauthier Onclin Marat Sharipov Francesco Passaro Brandon Holt                   |
| 1 ian      | Nonthaburi Challenger Nonthaburi, Thailanda Dură – Challenger 75 – 32S/24Q/16D                        | Arthur Fery Joshua Paris 6–2, 7–5                                | Pruchya Isaro Maximus Jones                         | Hong Seong-chan Hsu Yu-hsiou             | Gauthier Onclin Marat Sharipov Francesco Passaro Brandon Holt                   |
| 1 ian      | Open de Oeiras Oeiras, Portugalia Dură (i) – Challenger 50 – 32S/24Q/16D                              | Maks Kaśnikowski 7–6(7–1), 4–6, 6–3                              | Gastão Elias                                        | Egor Gerasimov Valentin Royer            | Thai-Son Kwiatkowski Jaime Faria Tristan Lamasine João Sousa                    |
| 1 ian      | Open de Oeiras Oeiras, Portugalia Dură (i) – Challenger 50 – 32S/24Q/16D                              | Jay Clarke Marcus Willis 6–4, 6–7(9–11), [10–3]                  | Théo Arribagé Michael Geerts                        | Egor Gerasimov Valentin Royer            | Thai-Son Kwiatkowski Jaime Faria Tristan Lamasine João Sousa                    |
| 8 ian      | Nonthaburi Challenger II Nonthaburi, Thailanda Dură – Challenger 75 – 32S/24Q/16D                     | Valentin Vacherot 7-5, 7-6(7-4)                                  | Manuel Guinard                                      | Arthur Fery Rio Noguchi                  | Dennis Novak Hiroki Moriya Yasutaka Uchiyama Brandon Holt                       |
| 8 ian      | Nonthaburi Challenger II Nonthaburi, Thailanda Dură – Challenger 75 – 32S/24Q/16D                     | Manuel Guinard Grégoire Jacq 6–4, 7-6(7-5)                       | Francis Alcantara Sun Fajing                        | Arthur Fery Rio Noguchi                  | Dennis Novak Hiroki Moriya Yasutaka Uchiyama Brandon Holt                       |
| 8 ian      | Open de Oeiras II Oeiras, Portugalia Dură (i) – Challenger 75 – 32S/24Q/16D                           | Leandro Riedi 7–6(8–6), 6–2                                      | Martin Damm                                         | Marius Copil Gastão Elias                | Alejandro Moro Cañas João Sousa Elmer Møller Valentin Royer                     |
| 8 ian      | Open de Oeiras II Oeiras, Portugalia Dură (i) – Challenger 75 – 32S/24Q/16D                           | Karol Drzewiecki Piotr Matuszewski 6–3, 6–4                      | Arjun Kadhe Marcus Willis                           | Marius Copil Gastão Elias                | Alejandro Moro Cañas João Sousa Elmer Møller Valentin Royer                     |
| 8 ian      | Challenger Tenis Club Argentino Buenos Aires, Argentina Zgură – Challenger 50 – 32S/24Q/16D           | Gonzalo Bueno 6–4, 2–6, 7–6(7–4)                                 | Dmitry Popko                                        | João Fonseca João Lucas Reis da Silva    | Gianluca Mager Tristan Boyer Max Houkes Mateus Alves                            |
| 8 ian      | Challenger Tenis Club Argentino Buenos Aires, Argentina Zgură – Challenger 50 – 32S/24Q/16D           | Arklon Huertas del Pino Conner Huertas del Pino 6–3, 3–6, [10–6] | Max Houkes Lukas Neumayer                           | João Fonseca João Lucas Reis da Silva    | Gianluca Mager Tristan Boyer Max Houkes Mateus Alves                            |
| 15 ian     | Tenerife Challenger Tenerife, Spania Dură – Challenger 100 – 32S/24Q/16D                              | Brandon Nakashima 6–3, 6–4                                       | Pedro Martínez                                      | Denis Yevseyev Javier Barranco Cosano    | Samuel Vincent Ruggeri Francesco Maestrelli Mikhail Kukushkin Pablo Llamas Ruiz |
| 15 ian     | Tenerife Challenger Tenerife, Spania Dură – Challenger 100 – 32S/24Q/16D                              | Vasil Kirkov Luis David Martínez 3–6, 6–4, [10–3]                | Karol Drzewiecki Piotr Matuszewski                  | Denis Yevseyev Javier Barranco Cosano    | Samuel Vincent Ruggeri Francesco Maestrelli Mikhail Kukushkin Pablo Llamas Ruiz |
| 15 ian     | Nonthaburi Challenger III Nonthaburi, Thailanda Dură – Challenger 75 – 32S/24Q/16D                    | Matteo Gigante 6–4, 6–1                                          | Hong Seong-chan                                     | Jason Jung Giovanni Fonio                | Duje Ajduković Ryan Peniston Nicolas Moreno de Alboran Dennis Novak             |
| 15 ian     | Nonthaburi Challenger III Nonthaburi, Thailanda Dură – Challenger 75 – 32S/24Q/16D                    | Luke Johnson Skander Mansouri 7–5, 6–4                           | Rithvik Choudary Bollipalli Niki Kaliyanda Poonacha | Jason Jung Giovanni Fonio                | Duje Ajduković Ryan Peniston Nicolas Moreno de Alboran Dennis Novak             |
| 15 ian     | Southern California Open Challenger Indian Wells, Statele Unite Dură – Challenger 50 – 32S/24Q/16D    | Mitchell Krueger 4–6, 6–3, 6–4                                   | Brandon Holt                                        | Paul Jubb Thai-Son Kwiatkowski           | Omni Kumar Learner Tien Daniel Cukierman Marco Trungelliti                      |
| 15 ian     | Southern California Open Challenger Indian Wells, Statele Unite Dură – Challenger 50 – 32S/24Q/16D    | Ryan Seggerman Patrik Trhac 6–2, 7–6(7–3)                        | Thai-Son Kwiatkowski Alex Lawson                    | Paul Jubb Thai-Son Kwiatkowski           | Omni Kumar Learner Tien Daniel Cukierman Marco Trungelliti                      |
| 15 ian     | Challenger de Tigre Tigre, Argentina Zgură – Challenger 50 – 32S/24Q/16D                              | Facundo Bagnis 7–5, 1–6, 7–5                                     | Mariano Navone                                      | Edoardo Lavagno Dmitry Popko             | Murkel Dellien Santiago Rodríguez Taverna Andrea Collarini Liam Draxl           |
| 15 ian     | Challenger de Tigre Tigre, Argentina Zgură – Challenger 50 – 32S/24Q/16D                              | João Fonseca Pedro Sakamoto 6–2, 6–2                             | Jakob Schnaitter Mark Wallner                       | Edoardo Lavagno Dmitry Popko             | Murkel Dellien Santiago Rodríguez Taverna Andrea Collarini Liam Draxl           |
| 22 ian     | BW Open Ottignies-Louvain-la-Neuve, Belgia Dură (i) – Challenger 125 – 32S/24Q/16D                    | Leandro Riedi 7–5, 6–2                                           | Borna Ćorić                                         | Damir Džumhur Brandon Nakashima          | Abdullah Shelbayh Henri Squire Marc-Andrea Hüsler Jan Choinski                  |
| 22 ian     | BW Open Ottignies-Louvain-la-Neuve, Belgia Dură (i) – Challenger 125 – 32S/24Q/16D                    | Luke Johnson Skander Mansouri 7–5, 6–3                           | Sander Arends Sem Verbeek                           | Damir Džumhur Brandon Nakashima          | Abdullah Shelbayh Henri Squire Marc-Andrea Hüsler Jan Choinski                  |
| 22 ian     | Open Quimper Bretagne Quimper, Franța Dură (i) – Challenger 125 – 32S/24Q/16D                         | Pierre-Hugues Herbert 6–3, 6–2                                   | Duje Ajduković                                      | Harold Mayot Matteo Martineau            | Otto Virtanen Maxime Cressy Mathias Bourgue Arthur Rinderknech                  |
| 22 ian     | Open Quimper Bretagne Quimper, Franța Dură (i) – Challenger 125 – 32S/24Q/16D                         | Manuel Guinard Arthur Rinderknech 7–6(7–4), 6–3                  | Anirudh Chandrasekar Vijay Sundar Prashanth         | Harold Mayot Matteo Martineau            | Otto Virtanen Maxime Cressy Mathias Bourgue Arthur Rinderknech                  |
| 22 ian     | Punta Open Punta del Este, Uruguay Zgură – Challenger 75 – 32S/24Q/16D                                | Gianluca Mager 6–7(5–7), 6–2, 6–0                                | Thiago Agustín Tirante                              | Román Andrés Burruchaga Marco Cecchinato | Thiago Monteiro Murkel Dellien Juan Manuel Cerúndolo Radu Albot                 |
| 22 ian     | Punta Open Punta del Este, Uruguay Zgură – Challenger 75 – 32S/24Q/16D                                | Murkel Dellien Federico Agustín Gómez 6–3, 6–2                   | Guido Andreozzi Guillermo Durán                     | Román Andrés Burruchaga Marco Cecchinato | Thiago Monteiro Murkel Dellien Juan Manuel Cerúndolo Radu Albot                 |
| 22 ian     | Southern California Open Challenger II Indian Wells, Statele Unite Dură – Challenger 50 – 32S/24Q/16D | Blaise Bicknell 6–3, 6–2                                         | Zachary Svajda                                      | Sebastian Fanselow Andre Ilagan          | Bor Artnak Learner Tien Brandon Holt Thai-Son Kwiatkowski                       |
| 22 ian     | Southern California Open Challenger II Indian Wells, Statele Unite Dură – Challenger 50 – 32S/24Q/16D | Ryan Seggerman Patrik Trhac 6–4, 3–6, [10–3]                     | Thomas Fancutt Ajeet Rai                            | Sebastian Fanselow Andre Ilagan          | Bor Artnak Learner Tien Brandon Holt Thai-Son Kwiatkowski                       |
| 29 ian     | Koblenz Open Koblenz, Germania Dură (i) – Challenger 100 – 32S/24Q/16D                                | Jurij Rodionov 6–7(7–9), 6–1, 6–2                                | Brandon Nakashima                                   | Stefano Travaglia Hazem Naw              | Rudolf Molleker Martin Damm Zdeněk Kolář Max Hans Rehberg                       |
| 29 ian     | Koblenz Open Koblenz, Germania Dură (i) – Challenger 100 – 32S/24Q/16D                                | Sander Arends Sem Verbeek 6–4, 6–2                               | Jakob Schnaitter Mark Wallner                       | Stefano Travaglia Hazem Naw              | Rudolf Molleker Martin Damm Zdeněk Kolář Max Hans Rehberg                       |
| 29 ian     | Burnie International Burnie, Australia Dură – Challenger 75 – 32S/24Q/16D                             | Omar Jasika 6–2, 6–7(2–7), 6–3                                   | Alex Bolt                                           | Shintaro Imai Yasutaka Uchiyama          | Dane Sweeny Luke Saville Hiroki Moriya Marc Polmans                             |
| 29 ian     | Burnie International Burnie, Australia Dură – Challenger 75 – 32S/24Q/16D                             | Alex Bolt Luke Saville 5–7, 6–3, [12–10]                         | Tristan Schoolkate Adam Walton                      | Shintaro Imai Yasutaka Uchiyama          | Dane Sweeny Luke Saville Hiroki Moriya Marc Polmans                             |
| 29 ian     | Cleveland Open Cleveland, Statele Unite Dură (i) – Challenger 75 – 32S/24Q/16D                        | Patrick Kypson 4–6, 6–3, 6–2                                     | Ethan Quinn                                         | James Duckworth Denis Kudla              | Quinn Vandecasteele Emilio Nava Tennys Sandgren Thai-Son Kwiatkowski            |
| 29 ian     | Cleveland Open Cleveland, Statele Unite Dură (i) – Challenger 75 – 32S/24Q/16D                        | George Goldhoff James Trotter 6–7(0–7), 6–3, [10–8]              | William Blumberg Alex Lawson                        | James Duckworth Denis Kudla              | Quinn Vandecasteele Emilio Nava Tennys Sandgren Thai-Son Kwiatkowski            |
| 29 ian     | Brasil Tennis Challenger Piracicaba, Brazilia Zgură – Challenger 75 – 32S/24Q/16D                     | Camilo Ugo Carabelli 7–5, 6–4                                    | Federico Coria                                      | Matheus Pucinelli de Almeida Felix Gill  | Gianluca Mager · Alexander Weis · Ivan Gakhov · Kilian Feldbausch               |
| 29 ian     | Brasil Tennis Challenger Piracicaba, Brazilia Zgură – Challenger 75 – 32S/24Q/16D                     | Guido Andreozzi Guillermo Durán 6–2, 7–6(7–5)                    | Daniel Dutra da Silva Pedro Sakamoto                | Matheus Pucinelli de Almeida Felix Gill  | Gianluca Mager · Alexander Weis · Ivan Gakhov · Kilian Feldbausch               |

### Februarie
| Săptă mâna | Turneu                                                                                             | Campioni                                               | Finaliști                                           | Semifinaliști                        | Sfert-finaliști                                                        |
| ---------- | -------------------------------------------------------------------------------------------------- | ------------------------------------------------------ | --------------------------------------------------- | ------------------------------------ | ---------------------------------------------------------------------- |
| 5 feb      | Chennai Open Challenger Chennai, India Dură – Challenger 100 – 32S/24Q/16D                         | Sumit Nagal 6–1, 6–4                                   | Luca Nardi                                          | Tseng Chun-hsin Dalibor Svrčina      | Stefano Napolitano Enrico Dalla Valle Mukund Sasikumar Dominik Palán   |
| 5 feb      | Chennai Open Challenger Chennai, India Dură – Challenger 100 – 32S/24Q/16D                         | Saketh Myneni Ramkumar Ramanathan 3–6, 6–3, [10–5]     | Rithvik Choudary Bollipalli Niki Kaliyanda Poonacha | Tseng Chun-hsin Dalibor Svrčina      | Stefano Napolitano Enrico Dalla Valle Mukund Sasikumar Dominik Palán   |
| 5 feb      | Burnie International II Burnie, Australia Dură – Challenger 75 – 32S/24Q/16D                       | Adam Walton 6–2, 7–6(7–4)                              | Dane Sweeny                                         | Tristan Schoolkate Yasutaka Uchiyama | Philip Sekulic Li Tu James McCabe Christian Langmo                     |
| 5 feb      | Burnie International II Burnie, Australia Dură – Challenger 75 – 32S/24Q/16D                       | Benjamin Lock Yuta Shimizu 6–4, 7–6(7–4)               | Blake Bayldon Kody Pearson                          | Tristan Schoolkate Yasutaka Uchiyama | Philip Sekulic Li Tu James McCabe Christian Langmo                     |
| 5 feb      | Nottingham Challenger Nottingham, Regatul Unit Dură (i) – Challenger 50 – 32S/24Q/16D              | Giovanni Mpetshi Perricard 7–6(7–2), 6–4               | Matteo Martineau                                    | Mikhail Kukushkin Alexander Blockx   | Dimitar Kuzmanov Zdeněk Kolář Abdullah Shelbayh Hamish Stewart         |
| 5 feb      | Nottingham Challenger Nottingham, Regatul Unit Dură (i) – Challenger 50 – 32S/24Q/16D              | Petr Nouza Patrik Rikl 6–3, 7–6(7–3)                   | Antoine Escoffier Joshua Paris                      | Mikhail Kukushkin Alexander Blockx   | Dimitar Kuzmanov Zdeněk Kolář Abdullah Shelbayh Hamish Stewart         |
| 12 feb     | Bahrain Ministry of Interior Tennis Challenger Manama, Bahrain Dură – Challenger 125 – 32S/24Q/16D | Mikhail Kukushkin 7–6(7–5), 6–4                        | Richard Gasquet                                     | Damir Džumhur Jakub Menšík           | Billy Harris Daniel Rincón Marco Trungelliti Abdullah Shelbayh         |
| 12 feb     | Bahrain Ministry of Interior Tennis Challenger Manama, Bahrain Dură – Challenger 125 – 32S/24Q/16D | Sergio Martos Gornés Petros Tsitsipas 3–6, 6–3, [10–8] | Vasil Kirkov Patrik Niklas-Salminen                 | Damir Džumhur Jakub Menšík           | Billy Harris Daniel Rincón Marco Trungelliti Abdullah Shelbayh         |
| 12 feb     | Bengaluru Open Bangalore, India Dură – Challenger 100 – 32S/24Q/16D                                | Stefano Napolitano 4–6, 6–3, 6–3                       | Hong Seong-chan                                     | Oriol Roca Batalla Sumit Nagal       | Ramkumar Ramanathan Maks Kaśnikowski Moez Echargui Adam Walton         |
| 12 feb     | Bengaluru Open Bangalore, India Dură – Challenger 100 – 32S/24Q/16D                                | Saketh Myneni Ramkumar Ramanathan 6–3, 6–4             | Constantin Bittoun Kouzmine Maxime Janvier          | Oriol Roca Batalla Sumit Nagal       | Ramkumar Ramanathan Maks Kaśnikowski Moez Echargui Adam Walton         |
| 12 feb     | Challenger La Manche Cherbourg, Franța Dură (i) – Challenger 75 – 32S/24Q/16D                      | Zsombor Piros 6–3, 6–4                                 | Matteo Martineau                                    | Michael Geerts Quentin Halys         | Mark Lajal Alibek Kachmazov Nikolay Vylegzhanin Titouan Droguet        |
| 12 feb     | Challenger La Manche Cherbourg, Franța Dură (i) – Challenger 75 – 32S/24Q/16D                      | George Goldhoff James Trotter 6–2, 6–3                 | Ryan Nijboer Niklas Schell                          | Michael Geerts Quentin Halys         | Mark Lajal Alibek Kachmazov Nikolay Vylegzhanin Titouan Droguet        |
| 12 feb     | Murray Trophy – Glasgow Glasgow, Regatul Unit Dură (i) – Challenger 50 – 32S/24Q/16D               | Clément Chidekh 0–6, 6–4, 6–1                          | Paul Jubb                                           | Manuel Guinard Elmar Ejupovic        | Hamish Stewart Nicola Kuhn Henry Searle Stuart Parker                  |
| 12 feb     | Murray Trophy – Glasgow Glasgow, Regatul Unit Dură (i) – Challenger 50 – 32S/24Q/16D               | Scott Duncan Marcus Willis 6–3, 6–2                    | Kyle Edmund Henry Searle                            | Manuel Guinard Elmar Ejupovic        | Hamish Stewart Nicola Kuhn Henry Searle Stuart Parker                  |
| 19 feb     | Teréga Open Pau–Pyrénées Pau, Franța Dură (i) – Challenger 125 – 32S/24Q/16D                       | Otto Virtanen 7–5, 7–5                                 | Leandro Riedi                                       | Clément Chidekh Brandon Nakashima    | Dino Prižmić Titouan Droguet Mattia Bellucci Lucas Pouille             |
| 19 feb     | Teréga Open Pau–Pyrénées Pau, Franța Dură (i) – Challenger 125 – 32S/24Q/16D                       | Christian Harrison Brandon Nakashima 7–6(7–5), 6–4     | Romain Arneodo Sam Weissborn                        | Clément Chidekh Brandon Nakashima    | Dino Prižmić Titouan Droguet Mattia Bellucci Lucas Pouille             |
| 19 feb     | Pune Challenger Pune, India Dură – Challenger 100 – 32S/24Q/16D                                    | Valentin Vacherot 3–6, 7–6(7–5), 7–6(7–5)              | Adam Walton                                         | Dane Sweeny Duje Ajduković           | Niki Kaliyanda Poonacha Enzo Couacaud Mukund Sasikumar Alexey Zakharov |
| 19 feb     | Pune Challenger Pune, India Dură – Challenger 100 – 32S/24Q/16D                                    | Tristan Schoolkate Adam Walton 7–6(7–4), 7–5           | Dan Added Chung Yun-seong                           | Dane Sweeny Duje Ajduković           | Niki Kaliyanda Poonacha Enzo Couacaud Mukund Sasikumar Alexey Zakharov |
| 19 feb     | Tenerife Challenger II Tenerife, Spania Dură – Challenger 75 – 32S/24Q/16D                         | Matteo Gigante 6–2, 6–4                                | Stefano Travaglia                                   | Jules Marie Francesco Maestrelli     | Henrique Rocha Jozef Kovalík Martin Damm Salvatore Caruso              |
| 19 feb     | Tenerife Challenger II Tenerife, Spania Dură – Challenger 75 – 32S/24Q/16D                         | Petr Nouza Patrik Rikl 6–4, 4–6, [11–9]                | Sander Arends Sem Verbeek                           | Jules Marie Francesco Maestrelli     | Henrique Rocha Jozef Kovalík Martin Damm Salvatore Caruso              |
| 26 feb     | Play In Challenger Lille, Franța Dură (i) – Challenger 100 – 32S/24Q/16D                           | Arthur Rinderknech 6–4, 3–6, 7–6(10–8)                 | Joris De Loore                                      | Otto Virtanen Pierre-Hugues Herbert  | Billy Harris Grégoire Barrère Radu Albot Giovanni Mpetshi Perricard    |
| 26 feb     | Play In Challenger Lille, Franța Dură (i) – Challenger 100 – 32S/24Q/16D                           | Christian Harrison Marcus Willis 7–6(8–6), 6–3         | Titouan Droguet Giovanni Mpetshi Perricard          | Otto Virtanen Pierre-Hugues Herbert  | Billy Harris Grégoire Barrère Radu Albot Giovanni Mpetshi Perricard    |
| 26 feb     | Delhi Open New Delhi, India Dură – Challenger 75 – 32S/24Q/16D                                     | Geoffrey Blancaneaux 6-4, 6-2                          | Coleman Wong                                        | Yuta Shimizu Tristan Boyer           | Enrico Dalla Valle Tristan Schoolkate Dalibor Svrčina Philip Sekulic   |
| 26 feb     | Delhi Open New Delhi, India Dură – Challenger 75 – 32S/24Q/16D                                     | Piotr Matuszewski Matthew Romios 6–4, 6–4              | Jakob Schnaitter Mark Wallner                       | Yuta Shimizu Tristan Boyer           | Enrico Dalla Valle Tristan Schoolkate Dalibor Svrčina Philip Sekulic   |
| 26 feb     | Tenerife Challenger III Tenerife, Spania Dură – Challenger 75 – 32S/24Q/16D                        | Mikhail Kukushkin 6–2, 2–0 ret.                        | Matteo Gigante                                      | Martín Landaluce Bu Yunchaokete      | Daniel Mérida Lukas Neumayer Martin Damm Alejandro Moro Cañas          |
| 26 feb     | Tenerife Challenger III Tenerife, Spania Dură – Challenger 75 – 32S/24Q/16D                        | Sander Arends Sem Verbeek 6–4, 6–4                     | Marco Bortolotti Sergio Martos Gornés               | Martín Landaluce Bu Yunchaokete      | Daniel Mérida Lukas Neumayer Martin Damm Alejandro Moro Cañas          |
| 26 feb     | Kigali Challenger Kigali, Rwanda Zgură – Challenger 50 – 32S/24Q/16D                               | Kamil Majchrzak 6–4, 6–4                               | Marco Trungelliti                                   | Max Houkes Stefan Kozlov             | Corentin Denolly Calvin Hemery Nicholas David Ionel Yshai Oliel        |
| 26 feb     | Kigali Challenger Kigali, Rwanda Zgură – Challenger 50 – 32S/24Q/16D                               | Max Houkes Clément Tabur 6–3, 7–6(7–4)                 | Pruchya Isaro Christopher Rungkat                   | Max Houkes Stefan Kozlov             | Corentin Denolly Calvin Hemery Nicholas David Ionel Yshai Oliel        |

### Martie
| Săptă mâna | Turneu                                                                                     | Campioni                                                     | Finaliști                               | Semifinaliști                               | Sfert-finaliști                                                                |
| ---------- | ------------------------------------------------------------------------------------------ | ------------------------------------------------------------ | --------------------------------------- | ------------------------------------------- | ------------------------------------------------------------------------------ |
| 4 mar      | Challenger Città di Lugano Lugano, Elveția Dură (i) – Challenger 75 – 32S/24Q/16D          | Otto Virtanen 6–7(4–7), 6–4, 7–6(7–3)                        | Daniel Masur                            | Zizou Bergs Rudolf Molleker                 | Mikhail Kukushkin Radu Albot Gijs Brouwer Pierre-Hugues Herbert                |
| 4 mar      | Challenger Città di Lugano Lugano, Elveția Dură (i) – Challenger 75 – 32S/24Q/16D          | Sander Arends Sem Verbeek 6–7(9–11), 7–6(7–1), [10–8]        | Constantin Frantzen Hendrik Jebens      | Zizou Bergs Rudolf Molleker                 | Mikhail Kukushkin Radu Albot Gijs Brouwer Pierre-Hugues Herbert                |
| 4 mar      | Santa Cruz Challenger Santa Cruz de la Sierra, Bolivia Zgură – Challenger 75 – 32S/24Q/16D | Camilo Ugo Carabelli 6–4, 6–2                                | Murkel Dellien                          | Thiago Monteiro Renzo Olivo                 | Pedro Sakamoto Gonçalo Oliveira Román Andrés Burruchaga Juan Manuel Cerúndolo  |
| 4 mar      | Santa Cruz Challenger Santa Cruz de la Sierra, Bolivia Zgură – Challenger 75 – 32S/24Q/16D | Andrea Collarini Renzo Olivo 6–4, 6–1                        | Hugo Dellien Murkel Dellien             | Thiago Monteiro Renzo Olivo                 | Pedro Sakamoto Gonçalo Oliveira Román Andrés Burruchaga Juan Manuel Cerúndolo  |
| 4 mar      | Kigali Challenger II Kigali, Rwanda Zgură – Challenger 50 – 32S/24Q/16D                    | Marco Trungelliti 6–4, 6–2                                   | Clément Tabur                           | Kamil Majchrzak Damien Wenger               | Stefan Kozlov Mohamed Safwat Calvin Hemery Daniel Cukierman                    |
| 4 mar      | Kigali Challenger II Kigali, Rwanda Zgură – Challenger 50 – 32S/24Q/16D                    | Thomas Fancutt Hunter Reese 6–1, 7–5                         | S D Prajwal Dev David Pichler           | Kamil Majchrzak Damien Wenger               | Stefan Kozlov Mohamed Safwat Calvin Hemery Daniel Cukierman                    |
| 11 mar     | Arizona Tennis Classic Phoenix, Statele Unite Dură – Challenger 175 – 32S/24Q/16D          | Nuno Borges 7–5, 7–6(7–4)                                    | Matteo Berrettini                       | Luca Van Assche Aleksandar Vukic            | Thanasi Kokkinakis Denis Kudla Quentin Halys Térence Atmane                    |
| 11 mar     | Arizona Tennis Classic Phoenix, Statele Unite Dură – Challenger 175 – 32S/24Q/16D          | Sadio Doumbia Fabien Reboul 6–3, 6–2                         | Rinky Hijikata Henry Patten             | Luca Van Assche Aleksandar Vukic            | Thanasi Kokkinakis Denis Kudla Quentin Halys Térence Atmane                    |
| 11 mar     | Challenger de Santiago Santiago, Chile Zgură – Challenger 75 – 32S/24Q/16D                 | Juan Pablo Varillas 6–3, 6–2                                 | Facundo Bagnis                          | Gustavo Heide Liam Draxl                    | Gianluca Mager Hugo Dellien Camilo Ugo Carabelli Francesco Passaro             |
| 11 mar     | Challenger de Santiago Santiago, Chile Zgură – Challenger 75 – 32S/24Q/16D                 | Fernando Romboli Marcelo Zormann 7–6(7–5), 6–4               | Boris Arias Federico Zeballos           | Gustavo Heide Liam Draxl                    | Gianluca Mager Hugo Dellien Camilo Ugo Carabelli Francesco Passaro             |
| 11 mar     | Kiskút Open Székesfehérvár, Ungaria Zgură (i) – Challenger 75 – 32S/24Q/16D                | Tseng Chun-hsin 4–1 ret.                                     | Titouan Droguet                         | Francesco Maestrelli Franco Agamenone       | Daniel Michalski Matteo Martineau Zdeněk Kolář Zsombor Piros                   |
| 11 mar     | Kiskút Open Székesfehérvár, Ungaria Zgură (i) – Challenger 75 – 32S/24Q/16D                | Titouan Droguet Matteo Martineau 4–6, 7–5, [10–8]            | André Göransson Denys Molchanov         | Francesco Maestrelli Franco Agamenone       | Daniel Michalski Matteo Martineau Zdeněk Kolář Zsombor Piros                   |
| 11 mar     | Hamburg Ladies & Gents Cup Hamburg, Germania Dură (i) – Challenger 50 – 32S/24Q/16D        | Henri Squire 6–4, 6–2                                        | Clément Chidekh                         | Alexander Blockx Yuta Shimizu               | Rudolf Molleker Alexander Ritschard Michael Agwi Mattia Bellucci               |
| 11 mar     | Hamburg Ladies & Gents Cup Hamburg, Germania Dură (i) – Challenger 50 – 32S/24Q/16D        | Mattia Bellucci Rémy Bertola 6–4, 7–5                        | Karol Drzewiecki Patrik Niklas-Salminen | Alexander Blockx Yuta Shimizu               | Rudolf Molleker Alexander Ritschard Michael Agwi Mattia Bellucci               |
| 18 mar     | Copa Petrobras Asunción Asunción, Paraguay Zgură – Challenger 75 – 32S/24Q/16D             | Gustavo Heide 7–5, 6–7(6–8), 6–1                             | João Fonseca                            | Juan Pablo Varillas Román Andrés Burruchaga | Federico Agustín Gómez Alexander Weis Orlando Luz Gianluca Mager               |
| 18 mar     | Copa Petrobras Asunción Asunción, Paraguay Zgură – Challenger 75 – 32S/24Q/16D             | Boris Arias Federico Zeballos 6–2, 6–2                       | Gonzalo Bueno Álvaro Guillén Meza       | Juan Pablo Varillas Román Andrés Burruchaga | Federico Agustín Gómez Alexander Weis Orlando Luz Gianluca Mager               |
| 18 mar     | Murcia Open Murcia, Spania Zgură – Challenger 75 – 32S/24Q/16D                             | Henrique Rocha 3–6, 7–6(7–0), 7–5                            | Nikoloz Basilashvili                    | Albert Ramos Viñolas Pablo Llamas Ruiz      | Bu Yunchaokete Marco Trungelliti Radu Albot Richard Gasquet                    |
| 18 mar     | Murcia Open Murcia, Spania Zgură – Challenger 75 – 32S/24Q/16D                             | Théo Arribagé Victor Vlad Cornea 7–5, 6–1                    | Arjun Kadhe Jeevan Nedunchezhiyan       | Albert Ramos Viñolas Pablo Llamas Ruiz      | Bu Yunchaokete Marco Trungelliti Radu Albot Richard Gasquet                    |
| 18 mar     | Zadar Open Zadar, Croația Zgură – Challenger 100 – 32S/24Q/16D                             | Jozef Kovalík 6–4, 6–2                                       | Adrian Andreev                          | Jonáš Forejtek Timofey Skatov               | Lukas Neumayer Nino Serdarušić Enrico Dalla Valle Sandro Kopp                  |
| 18 mar     | Zadar Open Zadar, Croația Zgură – Challenger 100 – 32S/24Q/16D                             | Manuel Guinard Grégoire Jacq 6–4, 6–4                        | Roman Jebavý Zdeněk Kolář               | Jonáš Forejtek Timofey Skatov               | Lukas Neumayer Nino Serdarušić Enrico Dalla Valle Sandro Kopp                  |
| 18 mar     | Mérida Open Mérida, Mexic Zgură – Challenger 50 – 32S/24Q/16D                              | Tristan Boyer 7–6(8–6), 6–2                                  | Juan Pablo Ficovich                     | Nick Hardt Murkel Dellien                   | Facundo Mena Dmitry Popko Roberto Cid Subervi Stefan Kozlov                    |
| 18 mar     | Mérida Open Mérida, Mexic Zgură – Challenger 50 – 32S/24Q/16D                              | Thomas Fancutt Hunter Reese 7–5, 6–3                         | Boris Kozlov Stefan Kozlov              | Nick Hardt Murkel Dellien                   | Facundo Mena Dmitry Popko Roberto Cid Subervi Stefan Kozlov                    |
| 25 mar     | Tennis Napoli Cup Neapole, Italia Zgură – Challenger 125 – 32S/24Q/16D                     | Luca Nardi 5–7, 7–6(7–3), 6–2                                | Pierre-Hugues Herbert                   | Corentin Moutet Francesco Passaro           | Federico Coria Arthur Gea Ugo Blanchet Matteo Gigante                          |
| 25 mar     | Tennis Napoli Cup Neapole, Italia Zgură – Challenger 125 – 32S/24Q/16D                     | Guido Andreozzi Miguel Ángel Reyes-Varela 6–4, 1–6, [10–7]   | Théo Arribagé Victor Vlad Cornea        | Corentin Moutet Francesco Passaro           | Federico Coria Arthur Gea Ugo Blanchet Matteo Gigante                          |
| 25 mar     | Girona Challenger Girona, Spania Zgură – Challenger 75 – 32S/24Q/16D                       | Pedro Martínez 7–5, 6–4                                      | Radu Albot                              | Nikolás Sánchez Izquierdo Benjamin Hassan   | Javier Barranco Cosano João Sousa Cristian Garín Jesper de Jong                |
| 25 mar     | Girona Challenger Girona, Spania Zgură – Challenger 75 – 32S/24Q/16D                       | Gonzalo Escobar Aleksandr Nedovyesov 7–6(7–1), 6–4           | Jonathan Eysseric Albano Olivetti       | Nikolás Sánchez Izquierdo Benjamin Hassan   | Javier Barranco Cosano João Sousa Cristian Garín Jesper de Jong                |
| 25 mar     | San Luis Open Challenger San Luis Potosí, Mexic Zgură – Challenger 75 – 32S/24Q/16D        | Nicolás Mejía 6–1, 5–7, 6–2                                  | Matías Soto                             | Denis Kudla Giovanni Mpetshi Perricard      | Thiago Agustín Tirante Bernard Tomic Tomás Barrios Vera Alexis Galarneau       |
| 25 mar     | San Luis Open Challenger San Luis Potosí, Mexic Zgură – Challenger 75 – 32S/24Q/16D        | Rithvik Choudary Bollipalli Niki Kaliyanda Poonacha 6–3, 6–2 | Antoine Bellier Marc-Andrea Hüsler      | Denis Kudla Giovanni Mpetshi Perricard      | Thiago Agustín Tirante Bernard Tomic Tomás Barrios Vera Alexis Galarneau       |
| 25 mar     | São Léo Open São Leopoldo, Brazilia Zgură – Challenger 75 – 32S/24Q/16D                    | Daniel Vallejo 6–3, 6–2                                      | Enzo Couacaud                           | Juan Pablo Varillas Felipe Meligeni Alves   | Gonçalo Oliveira Camilo Ugo Carabelli Matheus Pucinelli de Almeida Orlando Luz |
| 25 mar     | São Léo Open São Leopoldo, Brazilia Zgură – Challenger 75 – 32S/24Q/16D                    | Marcelo Demoliner Orlando Luz 7–5, 3–6, [10–8]               | Liam Draxl Alexander Weis               | Juan Pablo Varillas Felipe Meligeni Alves   | Gonçalo Oliveira Camilo Ugo Carabelli Matheus Pucinelli de Almeida Orlando Luz |

### Aprilie
| Săptă mâna | Turneu                                                                                          | Campioni                                                          | Finaliști                                   | Semifinaliști                           | Sfert-finaliști                                                                   |
| ---------- | ----------------------------------------------------------------------------------------------- | ----------------------------------------------------------------- | ------------------------------------------- | --------------------------------------- | --------------------------------------------------------------------------------- |
| 1 aprilie  | Mexico City Open Mexico City, Mexic Zgură – Challenger 125 – 32S/24Q/16D                        | Thiago Agustín Tirante 6–1, 6–3                                   | Alexis Galarneau                            | Bernard Tomic Maxime Janvier            | Oliver Crawford Skander Mansouri Aidan Mayo Beibit Zhukayev                       |
| 1 aprilie  | Mexico City Open Mexico City, Mexic Zgură – Challenger 125 – 32S/24Q/16D                        | Ryan Seggerman Patrik Trhac 5–7, 6–4, [10–5]                      | Tristan Schoolkate Adam Walton              | Bernard Tomic Maxime Janvier            | Oliver Crawford Skander Mansouri Aidan Mayo Beibit Zhukayev                       |
| 1 aprilie  | Sánchez-Casal Cup Barcelona, Spania Zgură – Challenger 75 – 32S/24Q/16D                         | Nick Hardt 6–4, 3–6, 6–2                                          | Bernabé Zapata Miralles                     | Javier Barranco Cosano Lorenzo Giustino | Nicholas David Ionel Carlos Taberner Jesper de Jong Billy Harris                  |
| 1 aprilie  | Sánchez-Casal Cup Barcelona, Spania Zgură – Challenger 75 – 32S/24Q/16D                         | Daniel Rincón Oriol Roca Batalla 5–7, 6–4, [11–9]                 | Jakob Schnaitter Mark Wallner               | Javier Barranco Cosano Lorenzo Giustino | Nicholas David Ionel Carlos Taberner Jesper de Jong Billy Harris                  |
| 1 aprilie  | Open Città della Disfida Barletta, Italia Zgură – Challenger 75 – 32S/24Q/16D                   | Damir Džumhur 6–1, 6–3                                            | Harold Mayot                                | Jacopo Berrettini Timofey Skatov        | Maks Kaśnikowski Filip Cristian Jianu Riccardo Bonadio Francesco Maestrelli       |
| 1 aprilie  | Open Città della Disfida Barletta, Italia Zgură – Challenger 75 – 32S/24Q/16D                   | Zdeněk Kolář Tseng Chun-hsin 1–6, 6–3, [10–7]                     | Théo Arribagé Benjamin Bonzi                | Jacopo Berrettini Timofey Skatov        | Maks Kaśnikowski Filip Cristian Jianu Riccardo Bonadio Francesco Maestrelli       |
| 1 aprilie  | Florianópolis Challenger Florianópolis, Brazila Zgură – Challenger 75 – 32S/24Q/16D             | Enzo Couacaud 3–6, 6–4, 7–6(7–1)                                  | João Lucas Reis da Silva                    | Camilo Ugo Carabelli Gianluca Mager     | Orlando Luz Juan Carlos Prado Ángelo Román Andrés Burruchaga Daniel Cukierman     |
| 1 aprilie  | Florianópolis Challenger Florianópolis, Brazila Zgură – Challenger 75 – 32S/24Q/16D             | Daniel Cukierman Carlos Sánchez Jover 6–0, 3–6, [10–4]            | Lorenzo Joaquín Rodríguez Franco Roncadelli | Camilo Ugo Carabelli Gianluca Mager     | Orlando Luz Juan Carlos Prado Ángelo Román Andrés Burruchaga Daniel Cukierman     |
| 8 aprilie  | Busan Open Busan, Coreea de Sud Hard – Challenger 125 – 32S/24Q/16D                             | Yasutaka Uchiyama 7–6(7–4), 6–3                                   | Hong Seong-chan                             | James Duckworth Kwon Soon-woo           | Illya Marchenko Paul Jubb Lloyd Harris Coleman Wong                               |
| 8 aprilie  | Busan Open Busan, Coreea de Sud Hard – Challenger 125 – 32S/24Q/16D                             | Ray Ho Nam Ji-sung 6–2, 6–4                                       | Chung Yun-seong Hsu Yu-hsiou                | James Duckworth Kwon Soon-woo           | Illya Marchenko Paul Jubb Lloyd Harris Coleman Wong                               |
| 8 aprilie  | Open Comunidad de Madrid Madrid, Spania Zgură – Challenger 100 – 32S/24Q/16D                    | Stefano Napolitano 6–3, 6–3                                       | Leandro Riedi                               | Jurij Rodionov Mikhail Kukushkin        | Benjamin Hassan João Fonseca Marc-Andrea Hüsler Albert Ramos Viñolas              |
| 8 aprilie  | Open Comunidad de Madrid Madrid, Spania Zgură – Challenger 100 – 32S/24Q/16D                    | Harri Heliövaara Henry Patten 7–5, 7–6(7–1)                       | Guido Andreozzi Miguel Ángel Reyes-Varela   | Jurij Rodionov Mikhail Kukushkin        | Benjamin Hassan João Fonseca Marc-Andrea Hüsler Albert Ramos Viñolas              |
| 8 aprilie  | Morelos Open Cuernavaca, Mexic Hard – Challenger 75 – 32S/24Q/16D                               | Giovanni Mpetshi Perricard 7–5, 7–5                               | Nicolás Mejía                               | Maxime Cressy Adam Walton               | Alexis Galarneau Vasek Pospisil Beibit Zhukayev Maxime Janvier                    |
| 8 aprilie  | Morelos Open Cuernavaca, Mexic Hard – Challenger 75 – 32S/24Q/16D                               | Arjun Kadhe Jeevan Nedunchezhiyan 7–6(7–5), 6–4                   | Piotr Matuszewski Matthew Romios            | Maxime Cressy Adam Walton               | Alexis Galarneau Vasek Pospisil Beibit Zhukayev Maxime Janvier                    |
| 8 aprilie  | Sarasota Open Sarasota, Statele Unite Zgură – Challenger 75 – 32S/24Q/16D                       | Thanasi Kokkinakis 6–3, 1–6, 6–0                                  | Zizou Bergs                                 | Tennys Sandgren Marc Polmans            | Stefan Kozlov Mitchell Krueger Gabriel Diallo Calvin Hemery                       |
| 8 aprilie  | Sarasota Open Sarasota, Statele Unite Zgură – Challenger 75 – 32S/24Q/16D                       | Tristan Boyer Oliver Crawford 6–4, 6–2                            | Ethan Quinn Tennys Sandgren                 | Tennys Sandgren Marc Polmans            | Stefan Kozlov Mitchell Krueger Gabriel Diallo Calvin Hemery                       |
| 8 aprilie  | Split Open Split, Croația Zgură – Challenger 75 – 32S/24Q/16D                                   | Jozef Kovalík 6–4, 5–7, 7–5                                       | Zsombor Piros                               | Matej Dodig Benjamin Bonzi              | Filip Misolic Elmer Møller Stefano Travaglia Henri Squire                         |
| 8 aprilie  | Split Open Split, Croația Zgură – Challenger 75 – 32S/24Q/16D                                   | Jonathan Eysseric Bart Stevens 0–6, 6–4, [10–8]                   | Filip Bergevi Mick Veldheer                 | Matej Dodig Benjamin Bonzi              | Filip Misolic Elmer Møller Stefano Travaglia Henri Squire                         |
| 15 aprilie | Acapulco Challenger Acapulco, Mexic Hard – Challenger 125 – 32S/24Q/16D                         | Giovanni Mpetshi Perricard 6–3, 6–3                               | Adam Walton                                 | Alexis Galarneau Zachary Svajda         | Rinky Hijikata Tristan Schoolkate Maxime Cressy Rodrigo Pacheco Méndez            |
| 15 aprilie | Acapulco Challenger Acapulco, Mexic Hard – Challenger 125 – 32S/24Q/16D                         | Rithvik Choudary Bollipalli Niki Kaliyanda Poonacha 7–6(7–4), 7–5 | Luke Johnson Skander Mansouri               | Alexis Galarneau Zachary Svajda         | Rinky Hijikata Tristan Schoolkate Maxime Cressy Rodrigo Pacheco Méndez            |
| 15 aprilie | Open de Oeiras Oeiras, Portugalia Zgură – Challenger 125 – 32S/24Q/16D                          | Francisco Comesaña 6–4, 3–6, 7–5                                  | Ugo Blanchet                                | Valentin Royer Jaime Faria              | Stefano Napolitano Dennis Novak Samuel Vincent Ruggeri Vilius Gaubas              |
| 15 aprilie | Open de Oeiras Oeiras, Portugalia Zgură – Challenger 125 – 32S/24Q/16D                          | Filip Bergevi Mick Veldheer 6–1, 6–4                              | Sergio Martos Gornés Petros Tsitsipas       | Valentin Royer Jaime Faria              | Stefano Napolitano Dennis Novak Samuel Vincent Ruggeri Vilius Gaubas              |
| 15 aprilie | Gwangju Open Gwangju, Coreea de Sud Hard – Challenger 75 – 32S/24Q/16D                          | Lloyd Harris 6–2, 3–6, 6–4                                        | Bu Yunchaokete                              | Ričardas Berankis Wu Tung-lin           | Hsu Yu-hsiou Mark Lajal Sho Shimabukuro Alibek Kachmazov                          |
| 15 aprilie | Gwangju Open Gwangju, Coreea de Sud Hard – Challenger 75 – 32S/24Q/16D                          | Lee Jea-moon Song Min-kyu 1–6, 6–1, [10–3]                        | Cui Jie Lee Duck-hee                        | Ričardas Berankis Wu Tung-lin           | Hsu Yu-hsiou Mark Lajal Sho Shimabukuro Alibek Kachmazov                          |
| 15 aprilie | Tallahassee Tennis Challenger Tallahassee, Statele Unite Zgură – Challenger 75 – 32S/24Q/16D    | Zizou Bergs 6–4, 7–6(11–9)                                        | Mitchell Krueger                            | Stefan Kozlov Calvin Hemery             | Joel Schwärzler Oliver Crawford Alexander Ritschard Gerald Melzer                 |
| 15 aprilie | Tallahassee Tennis Challenger Tallahassee, Statele Unite Zgură – Challenger 75 – 32S/24Q/16D    | Simon Freund Johannes Ingildsen 7–5, 7–6(7–4)                     | William Blumberg Luis David Martínez        | Stefan Kozlov Calvin Hemery             | Joel Schwärzler Oliver Crawford Alexander Ritschard Gerald Melzer                 |
| 15 aprilie | Challenger Tucumán San Miguel de Tucumán, Argentina Zgură – Challenger 50 – 32S/24Q/16D         | Andrea Collarini 6–4, 7–6(7–3)                                    | Hernán Casanova                             | Lautaro Midón Valerio Aboian            | Franco Roncadelli Gonzalo Villanueva Ergi Kırkın Renzo Olivo                      |
| 15 aprilie | Challenger Tucumán San Miguel de Tucumán, Argentina Zgură – Challenger 50 – 32S/24Q/16D         | Luís Britto Gonzalo Villanueva 6–3, 6–2                           | Patrick Harper David Stevenson              | Lautaro Midón Valerio Aboian            | Franco Roncadelli Gonzalo Villanueva Ergi Kırkın Renzo Olivo                      |
| 22 aprilie | Ostra Group Open Ostrava, Republica Cehă Zgură – Challenger 75 – 32S/24Q/16D                    | Damir Džumhur 6–2, 4–6, 7–5                                       | Henri Squire                                | Manuel Guinard Timofey Skatov           | Enrico Dalla Valle Jaime Faria Zdeněk Kolář Dennis Novak                          |
| 22 aprilie | Ostra Group Open Ostrava, Republica Cehă Zgură – Challenger 75 – 32S/24Q/16D                    | Jaime Faria Henrique Rocha 7–5, 6–3                               | Jakob Schnaitter Mark Wallner               | Manuel Guinard Timofey Skatov           | Enrico Dalla Valle Jaime Faria Zdeněk Kolář Dennis Novak                          |
| 22 aprilie | Garden Open Roma, Italia Zgură – Challenger 75 – 32S/24Q/16D                                    | Alejandro Moro Cañas 7–5, 6–3                                     | Vilius Gaubas                               | Stefano Travaglia Hugo Dellien          | Jesper de Jong Francesco Maestrelli Billy Harris Nicolas Moreno de Alboran        |
| 22 aprilie | Garden Open Roma, Italia Zgură – Challenger 75 – 32S/24Q/16D                                    | Luke Johnson Skander Mansouri 6–2, 6–4                            | Lorenzo Rottoli Samuel Vincent Ruggeri      | Stefano Travaglia Hugo Dellien          | Jesper de Jong Francesco Maestrelli Billy Harris Nicolas Moreno de Alboran        |
| 22 aprilie | Savannah Challenger Savannah, Statele Unite Zgură – Challenger 75 – 32S/24Q/16D                 | Alexander Ritschard 6–2, 6–4                                      | Andrés Andrade                              | Dmitry Popko Maxime Janvier             | Calvin Hemery Gijs Brouwer Tristan Boyer Federico Agustín Gómez                   |
| 22 aprilie | Savannah Challenger Savannah, Statele Unite Zgură – Challenger 75 – 32S/24Q/16D                 | Christian Harrison Marcus Willis 6–3, 6–3                         | Simon Freund Johannes Ingildsen             | Dmitry Popko Maxime Janvier             | Calvin Hemery Gijs Brouwer Tristan Boyer Federico Agustín Gómez                   |
| 22 aprilie | Shenzhen Luohu Challenger Shenzhen, China Hard – Challenger 75 – 32S/24Q/16D                    | Lloyd Harris 6–3, 6–3                                             | James Duckworth                             | Rémy Bertola Mark Lajal                 | Mattia Bellucci · Tristan Schoolkate · Alibek Kachmazov · Denis Yevseyev          |
| 22 aprilie | Shenzhen Luohu Challenger Shenzhen, China Hard – Challenger 75 – 32S/24Q/16D                    | Yuta Shimizu James Trotter 7–6(7–5), 7–6(7–4)                     | Wang Aoran Zhou Yi                          | Rémy Bertola Mark Lajal                 | Mattia Bellucci · Tristan Schoolkate · Alibek Kachmazov · Denis Yevseyev          |
| 22 aprilie | Challenger Concepción Concepción, Chile Zgură – Challenger 50 – 32S/24Q/16D                     | Gonzalo Bueno 6–4, 6–0                                            | Juan Pablo Ficovich                         | José Pereira Stefanos Sakellaridis      | Genaro Alberto Olivieri Álvaro Guillén Meza Facundo Mena Juan Carlos Prado Ángelo |
| 22 aprilie | Challenger Concepción Concepción, Chile Zgură – Challenger 50 – 32S/24Q/16D                     | Seita Watanabe Takeru Yuzuki 6–4, 7–6(8–6)                        | Patrick Harper David Stevenson              | José Pereira Stefanos Sakellaridis      | Genaro Alberto Olivieri Álvaro Guillén Meza Facundo Mena Juan Carlos Prado Ángelo |
| 29 aprilie | Open Aix Provence Aix-en-Provence, Franța Zgură – Challenger 175 – 28S/16Q/16D                  | Alejandro Tabilo 6–3, 6–2                                         | Jaume Munar                                 | Valentin Vacherot Roman Safiullin       | Richard Gasquet Facundo Bagnis Brandon Nakashima Tomás Martín Etcheverry          |
| 29 aprilie | Open Aix Provence Aix-en-Provence, Franța Zgură – Challenger 175 – 28S/16Q/16D                  | Luke Johnson Skander Mansouri 6–3, 6–3                            | Diego Hidalgo Cristian Rodríguez            | Valentin Vacherot Roman Safiullin       | Richard Gasquet Facundo Bagnis Brandon Nakashima Tomás Martín Etcheverry          |
| 29 aprilie | Sardegna Open Cagliari, Italia Zgură – Challenger 175 – 28S/16Q/16D                             | Mariano Navone 7–5, 6–1                                           | Lorenzo Musetti                             | Luciano Darderi Daniel Elahi Galán      | Federico Coria Emilio Nava Márton Fucsovics Nuno Borges                           |
| 29 aprilie | Sardegna Open Cagliari, Italia Zgură – Challenger 175 – 28S/16Q/16D                             | Sriram Balaji Andre Begemann 6–4, 6–7(3–7), [10–6]                | Boris Arias Federico Zeballos               | Luciano Darderi Daniel Elahi Galán      | Federico Coria Emilio Nava Márton Fucsovics Nuno Borges                           |
| 29 aprilie | Guangzhou International Challenger Guangzhou, China Hard – Challenger 75 – 32S/24Q/16D          | Tristan Schoolkate 6–3, 3–6, 6–3                                  | Adam Walton                                 | Maxime Cressy Bu Yunchaokete            | Hsu Yu-hsiou Yuta Shimizu Beibit Zhukayev James Duckworth                         |
| 29 aprilie | Guangzhou International Challenger Guangzhou, China Hard – Challenger 75 – 32S/24Q/16D          | Blake Ellis Tristan Schoolkate 6–2, 6–7(4–7), [10–4]              | Nam Ji-sung Patrik Niklas-Salminen          | Maxime Cressy Bu Yunchaokete            | Hsu Yu-hsiou Yuta Shimizu Beibit Zhukayev James Duckworth                         |
| 29 aprilie | Aberto de Tênis do Rio Grande do Sul Porto Alegre, Brazilia Zgură – Challenger 50 – 32S/24Q/16D | Ergi Kırkın 6–3, 7–5                                              | Daniel Dutra da Silva                       | Facundo Mena Gonzalo Bueno              | Karue Sell Guido Iván Justo Juan Carlos Prado Ángelo Juan Bautista Torres         |
| 29 aprilie | Aberto de Tênis do Rio Grande do Sul Porto Alegre, Brazilia Zgură – Challenger 50 – 32S/24Q/16D | Roberto Cid Subervi Kaichi Uchida 5–7, 7–6(7–1), [10–6]           | Patrick Harper David Stevenson              | Facundo Mena Gonzalo Bueno              | Karue Sell Guido Iván Justo Juan Carlos Prado Ángelo Juan Bautista Torres         |

### Mai
| Săptă mâna | Turneu                                                                                             | Campioni                                              | Finaliști                                     | Semifinaliști                                   | Sfert-finaliști                                                               |
| ---------- | -------------------------------------------------------------------------------------------------- | ----------------------------------------------------- | --------------------------------------------- | ----------------------------------------------- | ----------------------------------------------------------------------------- |
| 6 mai      | Upper Austria Open Mauthausen, Austria Zgură – Challenger 100 – 32S/24Q/16D                        | Lucas Pouille 6–3, 6–3                                | Jozef Kovalík                                 | Francisco Comesaña Dimitar Kuzmanov             | Filip Misolic Max Hans Rehberg Joel Schwärzler Gerald Melzer                  |
| 6 mai      | Upper Austria Open Mauthausen, Austria Zgură – Challenger 100 – 32S/24Q/16D                        | Constantin Frantzen Hendrik Jebens 6–4, 6–4           | Ryan Seggerman Patrik Trhac                   | Francisco Comesaña Dimitar Kuzmanov             | Filip Misolic Max Hans Rehberg Joel Schwärzler Gerald Melzer                  |
| 6 mai      | Internazionali di Tennis d'Abruzzo Francavilla al Mare, Italia Zgură – Challenger 75 – 32S/24Q/16D | Titouan Droguet 6–3, 7–6(7–4)                         | Jacopo Berrettini                             | Franco Agamenone Nick Hardt                     | Gabriele Piraino Ryan Nijboer Andrea Pellegrino Elmer Møller                  |
| 6 mai      | Internazionali di Tennis d'Abruzzo Francavilla al Mare, Italia Zgură – Challenger 75 – 32S/24Q/16D | Théo Arribagé Victor Vlad Cornea 7–6(7–1), 7–6(9–7)   | Sander Arends Matwé Middelkoop                | Franco Agamenone Nick Hardt                     | Gabriele Piraino Ryan Nijboer Andrea Pellegrino Elmer Møller                  |
| 6 mai      | Praga Open Praga, Republica Cehă Zgură – Challenger 75 – 32S/24Q/16D                               | Jiří Veselý 6–2, 3–6, 7–6(7–3)                        | Gauthier Onclin                               | Toby Kodat Alex Molčan                          | Henrique Rocha Giovanni Fonio Rudolf Molleker Javier Barranco Cosano          |
| 6 mai      | Praga Open Praga, Republica Cehă Zgură – Challenger 75 – 32S/24Q/16D                               | Jakob Schnaitter Mark Wallner 6–3, 6–1                | Jiří Barnat Jan Hrazdil                       | Toby Kodat Alex Molčan                          | Henrique Rocha Giovanni Fonio Rudolf Molleker Javier Barranco Cosano          |
| 6 mai      | Wuxi Challenger Wuxi, China Hard – Challenger 75 – 32S/24Q/16D                                     | Bu Yunchaokete 6–4, 6–1                               | Egor Gerasimov                                | Alibek Kachmazov Philip Sekulic                 | Cui Jie Adam Walton Wu Tung-lin Rémy Bertola                                  |
| 6 mai      | Wuxi Challenger Wuxi, China Hard – Challenger 75 – 32S/24Q/16D                                     | Calum Puttergill Reese Stalder 7–6(10–8), 7–6(7–4)    | Toshihide Matsui Kaito Uesugi                 | Alibek Kachmazov Philip Sekulic                 | Cui Jie Adam Walton Wu Tung-lin Rémy Bertola                                  |
| 6 mai      | Santos Challenger Santos, Brazilia Zgură – Challenger 50 – 32S/24Q/16D                             | Alejo Lorenzo Lingua Lavallén 4–6, 6–4, 6–3           | Hady Habib                                    | Juan Bautista Torres Santiago Rodríguez Taverna | Hernán Casanova Bruno Kuzuhara Daniel Vallejo Gonzalo Villanueva              |
| 6 mai      | Santos Challenger Santos, Brazilia Zgură – Challenger 50 – 32S/24Q/16D                             | Roy Stepanov Andrés Urrea Walkover                    | Hady Habib Trey Hilderbrand                   | Juan Bautista Torres Santiago Rodríguez Taverna | Hernán Casanova Bruno Kuzuhara Daniel Vallejo Gonzalo Villanueva              |
| 13 mai     | BNP Paribas Primrose Bordeaux Bordeaux, Franța Zgură – Challenger 175 – 28S/16Q/16D                | Arthur Fils 6–2, 6–3                                  | Pedro Martínez                                | Grégoire Barrère Shang Juncheng                 | Thanasi Kokkinakis Giovanni Mpetshi Perricard Dan Evans Roberto Bautista Agut |
| 13 mai     | BNP Paribas Primrose Bordeaux Bordeaux, Franța Zgură – Challenger 175 – 28S/16Q/16D                | Julian Cash Robert Galloway 6–3, 7–6(7–2)             | Quentin Halys Nicolas Mahut                   | Grégoire Barrère Shang Juncheng                 | Thanasi Kokkinakis Giovanni Mpetshi Perricard Dan Evans Roberto Bautista Agut |
| 13 mai     | Piemonte Open Torino, Italia Zgură – Challenger 175 – 28S/16Q/16D                                  | Francesco Passaro 6–3, 7–5                            | Lorenzo Musetti                               | Luciano Darderi Lorenzo Sonego                  | Felipe Meligeni Alves Matteo Arnaldi J. J. Wolf Brandon Nakashima             |
| 13 mai     | Piemonte Open Torino, Italia Zgură – Challenger 175 – 28S/16Q/16D                                  | Harri Heliövaara Henry Patten 6–3, 6–3                | Andreas Mies Neal Skupski                     | Luciano Darderi Lorenzo Sonego                  | Felipe Meligeni Alves Matteo Arnaldi J. J. Wolf Brandon Nakashima             |
| 13 mai     | Open de Oeiras II Oeiras, Portugalia Zgură – Challenger 75 – 32S/24Q/16D                           | Jaime Faria 3–6, 7–6(7–3), 6–4                        | Elias Ymer                                    | Román Andrés Burruchaga Denis Yevseyev          | Dennis Novak Joris De Loore Beibit Zhukayev Jan Choinski                      |
| 13 mai     | Open de Oeiras II Oeiras, Portugalia Zgură – Challenger 75 – 32S/24Q/16D                           | Anirudh Chandrasekar Arjun Kadhe 7–5, 6–4             | Simon Freund Johannes Ingildsen               | Román Andrés Burruchaga Denis Yevseyev          | Dennis Novak Joris De Loore Beibit Zhukayev Jan Choinski                      |
| 13 mai     | Santaizi ATP Challenger Taipei, Taiwan Hard – Challenger 75 – 32S/24Q/16D                          | Adam Walton 3–6, 6–2, 7–6(7–3)                        | Illya Marchenko                               | Hsu Yu-hsiou James Duckworth                    | Max Purcell Hong Seong-chan Ričardas Berankis Arthur Fery                     |
| 13 mai     | Santaizi ATP Challenger Taipei, Taiwan Hard – Challenger 75 – 32S/24Q/16D                          | Ray Ho Nam Ji-sung 6–2, 6–2                           | Toshihide Matsui Kaito Uesugi                 | Hsu Yu-hsiou James Duckworth                    | Max Purcell Hong Seong-chan Ričardas Berankis Arthur Fery                     |
| 13 mai     | Tunis Open Tunis, Tunisia Zgură – Challenger 75 – 32S/24Q/16D<                                     | Oriol Roca Batalla 7–6(7–5), 7–5                      | Valentin Royer                                | Valentin Vacherot Damir Džumhur                 | Timofey Skatov Genaro Alberto Olivieri Murkel Dellien Clément Tabur           |
| 13 mai     | Tunis Open Tunis, Tunisia Zgură – Challenger 75 – 32S/24Q/16D<                                     | Federico Agustín Gómez Marcus Willis 4–6, 6–1, [10–6] | Patrik Rikl Michael Vrbenský                  | Valentin Vacherot Damir Džumhur                 | Timofey Skatov Genaro Alberto Olivieri Murkel Dellien Clément Tabur           |
| 20 mai     | Macedonian Open Skopje, Macedonia de Nord Zgură – Challenger 75 – 32S/24Q/16D                      | Joel Schwärzler 6–3, 6–3                              | Kamil Majchrzak                               | Ryan Seggerman Gerard Campana Lee               | Alexander Weis Neil Oberleitner Marco Cecchinato Andrew Paulson               |
| 20 mai     | Macedonian Open Skopje, Macedonia de Nord Zgură – Challenger 75 – 32S/24Q/16D                      | Ryan Seggerman Patrik Trhac 6–3, 7–6(7–4)             | Andrew Paulson Patrik Rikl                    | Ryan Seggerman Gerard Campana Lee               | Alexander Weis Neil Oberleitner Marco Cecchinato Andrew Paulson               |
| 20 mai     | Schwaben Open Augsburg, Germania Zgură – Challenger 50 – 32S/24Q/16D                               | Timofey Skatov 3–6, 7–5, 6–3                          | Elmer Møller                                  | Daniel Masur Riccardo Bonadio                   | Toby Kodat Lucas Gerch Carlos Taberner Federico Agustín Gómez                 |
| 20 mai     | Schwaben Open Augsburg, Germania Zgură – Challenger 50 – 32S/24Q/16D                               | Jakob Schnaitter Mark Wallner 3–6, 6–2, [10–8]        | David Pichler Michael Vrbenský                | Daniel Masur Riccardo Bonadio                   | Toby Kodat Lucas Gerch Carlos Taberner Federico Agustín Gómez                 |
| 20 mai     | Kachreti Challenger Kachreti, Georgia Hard – Challenger 50 – 32S/24Q/16D                           | Robin Bertrand 6–1, 3–6, 7–5                          | Aleksandre Bakshi                             | Philip Sekulic Paul Jubb                        | Ramkumar Ramanathan Blake Mott Egor Gerasimov Daniil Glinka                   |
| 20 mai     | Kachreti Challenger Kachreti, Georgia Hard – Challenger 50 – 32S/24Q/16D                           | Charles Broom Ben Jones 3–6, 6–1, [10–8]              | Evgeny Karlovskiy Evgenii Tiurnev             | Philip Sekulic Paul Jubb                        | Ramkumar Ramanathan Blake Mott Egor Gerasimov Daniil Glinka                   |
| 27 mai     | Little Rock Challenger Little Rock, Statele Unite Hard – Challenger 75 – 32S/24Q/16D               | Mitchell Krueger 6–3, 6–4                             | Yuta Shimizu                                  | Abdullah Shelbayh Nishesh Basavareddy           | Alexis Galarneau Brandon Holt Trevor Svajda Rudy Quan                         |
| 27 mai     | Little Rock Challenger Little Rock, Statele Unite Hard – Challenger 75 – 32S/24Q/16D               | Liam Draxl Benjamin Sigouin 6–4, 3–6, [10–7]          | Rithvik Choudary Bollipalli Hans Hach Verdugo | Abdullah Shelbayh Nishesh Basavareddy           | Alexis Galarneau Brandon Holt Trevor Svajda Rudy Quan                         |
| 27 mai     | Internazionali di Tennis Città di Vicenza Vicenza, Italia Zgură – Challenger 75 – 32S/24Q/16D      | Tseng Chun-hsin 6–3, 6–2                              | Marco Trungelliti                             | Francesco Passaro Nerman Fatić                  | Dmitry Popko Murkel Dellien Tomás Barrios Vera Adrian Andreev                 |
| 27 mai     | Internazionali di Tennis Città di Vicenza Vicenza, Italia Zgură – Challenger 75 – 32S/24Q/16D      | Vladyslav Manafov Patrik Niklas-Salminen 6–3, 6–4     | Andre Begemann Niki Kaliyanda Poonacha        | Francesco Passaro Nerman Fatić                  | Dmitry Popko Murkel Dellien Tomás Barrios Vera Adrian Andreev                 |

### Iunie
| Săptă mâna | Turneu                                                                                         | Campioni                                                  | Finaliști                           | Semifinaliști                             | Sfert-finaliști                                                            |
| ---------- | ---------------------------------------------------------------------------------------------- | --------------------------------------------------------- | ----------------------------------- | ----------------------------------------- | -------------------------------------------------------------------------- |
| 3 iunie    | Surbiton Trophy Surbiton, Regatul Unit Iarbă – Challenger 125 – 32S/24Q/16D                    | Lloyd Harris 7–6(10–8), 7–5                               | Leandro Riedi                       | Billy Harris Brandon Nakashima            | Mikhail Kukushkin Beibit Zhukayev Shintaro Mochizuki Zachary Svajda        |
| 3 iunie    | Surbiton Trophy Surbiton, Regatul Unit Iarbă – Challenger 125 – 32S/24Q/16D                    | Julian Cash Robert Galloway 6–4, 6–4                      | Nicolás Barrientos Diego Hidalgo    | Billy Harris Brandon Nakashima            | Mikhail Kukushkin Beibit Zhukayev Shintaro Mochizuki Zachary Svajda        |
| 3 iunie    | Heilbronner Neckarcup Heilbronn, Germania Zgură – Challenger 100 – 32S/24Q/16D                 | Sumit Nagal 6–1, 6–7(5–7), 6–3                            | Alexander Ritschard                 | Luca Van Assche Jan Choinski              | Maks Kaśnikowski Ivan Gakhov Henri Squire Alejandro Moro Cañas             |
| 3 iunie    | Heilbronner Neckarcup Heilbronn, Germania Zgură – Challenger 100 – 32S/24Q/16D                 | Romain Arneodo Geoffrey Blancaneaux 7–6(7–5), 5–7, [10–3] | Jakob Schnaitter Mark Wallner       | Luca Van Assche Jan Choinski              | Maks Kaśnikowski Ivan Gakhov Henri Squire Alejandro Moro Cañas             |
| 3 iunie    | Czech Open Prostějov, Republica Cehă Zgură – Challenger 100 – 32S/24Q/16D                      | Jérôme Kym 6–2, 3–6, 6–2                                  | Tseng Chun-hsin                     | Laslo Djere Pedro Cachín                  | Lukas Neumayer Michael Vrbenský Radu Albot Kyrian Jacquet                  |
| 3 iunie    | Czech Open Prostějov, Republica Cehă Zgură – Challenger 100 – 32S/24Q/16D                      | Ivan Liutarevich Sergio Martos Gornés 6–1, 6–4            | Matwé Middelkoop Philipp Oswald     | Laslo Djere Pedro Cachín                  | Lukas Neumayer Michael Vrbenský Radu Albot Kyrian Jacquet                  |
| 3 iunie    | Tyler Tennis Championships Tyler, Statele Unite Dură – Challenger 75 – 32S/24Q/16D             | James Trotter 6–2, 7–6(7–3)                               | Brandon Holt                        | Liam Draxl Coleman Wong                   | Alexis Galarneau Hong Seong-chan Abdullah Shelbayh Ethan Quinn             |
| 3 iunie    | Tyler Tennis Championships Tyler, Statele Unite Dură – Challenger 75 – 32S/24Q/16D             | Hans Hach Verdugo James Trotter 7–6(7–3), 6–4             | Andrés Andrade Abdullah Shelbayh    | Liam Draxl Coleman Wong                   | Alexis Galarneau Hong Seong-chan Abdullah Shelbayh Ethan Quinn             |
| 3 iunie    | Zagreb Open Zagreb, Croația Zgură – Challenger 75 – 32S/24Q/16D                                | Damir Džumhur 7–5, 6–0                                    | Luka Mikrut                         | Oriol Roca Batalla Matej Dodig            | Nick Hardt Enrico Dalla Valle Dmitry Popko Rodrigo Pacheco Méndez          |
| 3 iunie    | Zagreb Open Zagreb, Croația Zgură – Challenger 75 – 32S/24Q/16D                                | Jonathan Eysseric Quentin Halys 6–4, 6–4                  | Alexandru Jecan Henrique Rocha      | Oriol Roca Batalla Matej Dodig            | Nick Hardt Enrico Dalla Valle Dmitry Popko Rodrigo Pacheco Méndez          |
| 3 iunie    | Challenger Santa Fe Santa Fe, Argentina Zgură – Challenger 50 – 32S/24Q/16D                    | Andrea Collarini 6–2, 6–3                                 | Facundo Mena                        | Gonzalo Villanueva Ulises Blanch          | Matheus Pucinelli de Almeida Tomás Farjat Trey Hilderbrand Lautaro Midón   |
| 3 iunie    | Challenger Santa Fe Santa Fe, Argentina Zgură – Challenger 50 – 32S/24Q/16D                    | Hady Habib Trey Hilderbrand 6–7(5–7), 6–2, [10–4]         | Ignacio Carou Facundo Mena          | Gonzalo Villanueva Ulises Blanch          | Matheus Pucinelli de Almeida Tomás Farjat Trey Hilderbrand Lautaro Midón   |
| 10 iunie   | Nottingham Open Nottingham, Regatul Unit Iarbă – Challenger 125 – 3S/24Q/16D                   | Jacob Fearnley 4–6, 6–4, 6–3                              | Charles Broom                       | Mattia Bellucci Billy Harris              | Jack Pinnington Jones Shang Juncheng Mikhail Kukushkin Dan Evans           |
| 10 iunie   | Nottingham Open Nottingham, Regatul Unit Iarbă – Challenger 125 – 3S/24Q/16D                   | John Peers Marcus Willis 6–1, 6–7(1–7), [10–7]            | Harold Mayot Luke Saville           | Mattia Bellucci Billy Harris              | Jack Pinnington Jones Shang Juncheng Mikhail Kukushkin Dan Evans           |
| 10 iunie   | Internazionali di Tennis Città di Perugia Perugia, Italia Zgură – Challenger 125 – 32S/24Q/16D | Luciano Darderi 6–1, 6–2                                  | Sumit Nagal                         | Daniel Altmaier Bernabé Zapata Miralles   | Fabio Fognini Francesco Passaro Maks Kaśnikowski Laslo Djere               |
| 10 iunie   | Internazionali di Tennis Città di Perugia Perugia, Italia Zgură – Challenger 125 – 32S/24Q/16D | Guido Andreozzi Miguel Ángel Reyes-Varela 6–4, 7–5        | Sriram Balaji Andre Begemann        | Daniel Altmaier Bernabé Zapata Miralles   | Fabio Fognini Francesco Passaro Maks Kaśnikowski Laslo Djere               |
| 10 iunie   | Bratislava Open Bratislava, Slovacia Zgură – Challenger 100 – 32S/24Q/16D                      | Kamil Majchrzak 6–0, 2–6, 6–3                             | Henrique Rocha                      | Jérôme Kym Jozef Kovalík                  | Pedro Cachín Dmitry Popko Martín Landaluce Norbert Gombos                  |
| 10 iunie   | Bratislava Open Bratislava, Slovacia Zgură – Challenger 100 – 32S/24Q/16D                      | Jakob Schnaitter Mark Wallner 6–4, 6–4                    | Miloš Karol Tomáš Láník             | Jérôme Kym Jozef Kovalík                  | Pedro Cachín Dmitry Popko Martín Landaluce Norbert Gombos                  |
| 10 iunie   | Open Sopra Steria de Lyon Lyon, Franța Zgură – Challenger 100 – 32S/24Q/16D                    | Hugo Gaston 6–2, 1–6, 6–1                                 | Alexandre Müller                    | Kyrian Jacquet Raphaël Collignon          | Nikoloz Basilashvili Quentin Halys Luca Van Assche Filip Cristian Jianu    |
| 10 iunie   | Open Sopra Steria de Lyon Lyon, Franța Zgură – Challenger 100 – 32S/24Q/16D                    | Manuel Guinard Grégoire Jacq 4–6, 6–3, [10–6]             | Markos Kalovelonis Vladyslav Orlov  | Kyrian Jacquet Raphaël Collignon          | Nikoloz Basilashvili Quentin Halys Luca Van Assche Filip Cristian Jianu    |
| 10 iunie   | Lima Challenger Lima, Peru Zgură – Challenger 50 – 32S/24Q/16D                                 | Juan Manuel Cerúndolo 6–4, 6–3                            | Pedro Boscardin Dias                | Juan Bautista Torres Hernán Casanova      | Matheus Pucinelli de Almeida Facundo Mena Karue Sell Diego Augusto Sánchez |
| 10 iunie   | Lima Challenger Lima, Peru Zgură – Challenger 50 – 32S/24Q/16D                                 | Hady Habib Trey Hilderbrand 7–5, 6–3                      | Pedro Boscardin Dias Pedro Sakamoto | Juan Bautista Torres Hernán Casanova      | Matheus Pucinelli de Almeida Facundo Mena Karue Sell Diego Augusto Sánchez |
| 17 iunie   | Ilkley Trophy Ilkley, Regatul Unit Iarbă – Challenger 125 – 32S/24Q/16D                        | David Goffin 6–4, 6–2                                     | Harold Mayot                        | Zachary Svajda Benjamin Bonzi             | Lukáš Klein Térence Atmane Titouan Droguet Lloyd Harris                    |
| 17 iunie   | Ilkley Trophy Ilkley, Regatul Unit Iarbă – Challenger 125 – 32S/24Q/16D                        | Evan King Reese Stalder 6–3, 3–6, [10–6]                  | Christian Harrison Fabrice Martin   | Zachary Svajda Benjamin Bonzi             | Lukáš Klein Térence Atmane Titouan Droguet Lloyd Harris                    |
| 17 iunie   | Sassuolo Challenger Sassuolo, Italia Zgură – Challenger 125 – 32S/24Q/16D                      | Jesper de Jong 7–6(7–5), 6–1                              | Daniel Altmaier                     | Federico Coria Martin Kližan              | Marco Cecchinato Riccardo Bonadio Tristan Boyer Alexander Weis             |
| 17 iunie   | Sassuolo Challenger Sassuolo, Italia Zgură – Challenger 125 – 32S/24Q/16D                      | Marco Bortolotti Matthew Romios 7–6(9–7), 2–6, [11–9]     | Ryan Seggerman Patrik Trhac         | Federico Coria Martin Kližan              | Marco Cecchinato Riccardo Bonadio Tristan Boyer Alexander Weis             |
| 17 iunie   | Poznań Open Poznań, Polonia Zgură – Challenger 75 – 32S/24Q/16D                                | Maks Kaśnikowski 3–6, 6–4, 6–3                            | Camilo Ugo Carabelli                | Kamil Majchrzak Genaro Alberto Olivieri   | Dalibor Svrčina Samuel Vincent Ruggeri Nick Hardt Gastão Elias             |
| 17 iunie   | Poznań Open Poznań, Polonia Zgură – Challenger 75 – 32S/24Q/16D                                | Orlando Luz Marcelo Zormann 5–7, 6–2, [10–6]              | Jakob Schnaitter Mark Wallner       | Kamil Majchrzak Genaro Alberto Olivieri   | Dalibor Svrčina Samuel Vincent Ruggeri Nick Hardt Gastão Elias             |
| 17 iunie   | Internationaux de Tennis de Blois Blois, Franța Zgură – Challenger 50 – 32S/24Q/16D            | Ričardas Berankis 7–6(7–4), 7–5                           | Calvin Hemery                       | Alibek Kachmazov Jules Marie              | Corentin Denolly Ergi Kırkın Florent Bax Arthur Gea                        |
| 17 iunie   | Internationaux de Tennis de Blois Blois, Franța Zgură – Challenger 50 – 32S/24Q/16D            | Benjamin Lock Courtney John Lock 1–6, 6–3, [10–4]         | Corentin Denolly Arthur Gea         | Alibek Kachmazov Jules Marie              | Corentin Denolly Ergi Kırkın Florent Bax Arthur Gea                        |
| 17 iunie   | Santa Cruz Challenger II [anta Cruz de la Sierra, Bolivia Zgură – Challenger 50 – 32S/24Q/16D  | Juan Manuel Cerúndolo 3–6, 6–1, 6–4                       | Álvaro Guillén Meza                 | Hady Habib Facundo Mena                   | Pedro Sakamoto Juan Carlos Prado Ángelo Leonardo Aboian Garrett Johns      |
| 17 iunie   | Santa Cruz Challenger II [anta Cruz de la Sierra, Bolivia Zgură – Challenger 50 – 32S/24Q/16D  | Hady Habib Trey Hilderbrand 3–6, 6–3, [10–7]              | Finn Reynolds Matías Soto           | Hady Habib Facundo Mena                   | Pedro Sakamoto Juan Carlos Prado Ángelo Leonardo Aboian Garrett Johns      |
| 24 iunie   | Aspria Tennis Cup Milano, Italia Zgură – Challenger 75 – 32S/24Q/16D                           | Federico Agustín Gómez 6–3, 6–4                           | Filip Cristian Jianu                | Samuel Vincent Ruggeri Enrico Dalla Valle | Ivan Gakhov Vilius Gaubas Tseng Chun-hsin Elmer Møller                     |
| 24 iunie   | Aspria Tennis Cup Milano, Italia Zgură – Challenger 75 – 32S/24Q/16D                           | Andre Begemann Jonathan Eysseric 2–6, 6–4, [10–6]         | Petr Nouza Patrik Rikl              | Samuel Vincent Ruggeri Enrico Dalla Valle | Ivan Gakhov Vilius Gaubas Tseng Chun-hsin Elmer Møller                     |
| 24 iunie   | Challenger Ibagué Ibagué, Columbia Zgură – Challenger 50 – 32S/24Q/16D                         | Álvaro Guillén Meza 6–0, 6–4                              | Facundo Mena                        | Matías Soto Nicolás Mejía                 | Juan Bautista Torres Hady Habib Valerio Aboian Tomás Farjat                |
| 24 iunie   | Challenger Ibagué Ibagué, Columbia Zgură – Challenger 50 – 32S/24Q/16D                         | Finn Reynolds Matías Soto 6–4, 4–6, [10–7]                | Leonardo Aboian Valerio Aboian      | Matías Soto Nicolás Mejía                 | Juan Bautista Torres Hady Habib Valerio Aboian Tomás Farjat                |

### Iulie
| Săptă mâna | Turneu                                                                                         | Campioni                                                           | Finaliști                                | Semifinaliști                             | Sfert-finaliști                                                               |
| ---------- | ---------------------------------------------------------------------------------------------- | ------------------------------------------------------------------ | ---------------------------------------- | ----------------------------------------- | ----------------------------------------------------------------------------- |
| 1 iulie    | Cranbrook Tennis Classic<brBloomfield Hills, Statele Unite Hard – Challenger 75 – 32S/24Q/16D  | Learner Tien 4–6, 6–3, 6–4                                         | Nishesh Basavareddy                      | Stefan Kozlov Ryan Seggerman              | J. J. Wolf Bernard Tomic Gijs Brouwer Philip Sekulic                          |
| 1 iulie    | Cranbrook Tennis Classic<brBloomfield Hills, Statele Unite Hard – Challenger 75 – 32S/24Q/16D  | Ryan Seggerman Patrik Trhac 4–6, 6–3, [10–6]                       | Ozan Baris Nishesh Basavareddy           | Stefan Kozlov Ryan Seggerman              | J. J. Wolf Bernard Tomic Gijs Brouwer Philip Sekulic                          |
| 1 iulie    | Brașov Challenger Brașov, România Zgură – Challenger 75 – 32S/24Q/16D Simplu – Dublu           | Murkel Dellien 6–3, 7–5                                            | Dmitry Popko                             | Nerman Fatić Nicolas Moreno de Alboran    | Radu Mihai Papoe Cezar Crețu Filip Cristian Jianu Matej Dodig                 |
| 1 iulie    | Brașov Challenger Brașov, România Zgură – Challenger 75 – 32S/24Q/16D Simplu – Dublu           | Javier Barranco Cosano Nicolas Moreno de Alboran 3–6, 6–1, [17–15] | Karol Drzewiecki Piotr Matuszewski       | Nerman Fatić Nicolas Moreno de Alboran    | Radu Mihai Papoe Cezar Crețu Filip Cristian Jianu Matej Dodig                 |
| 1 iulie    | Tennis Open Karlsruhe Karlsruhe, Germania Zgură – Challenger 75 – 32S/24Q/16D                  | Jozef Kovalík 6–3, 7–6(7–2)                                        | Camilo Ugo Carabelli                     | Zsombor Piros Daniel Masur                | Edas Butvilas Adrian Andreev Benjamin Hassan Rudolf Molleker                  |
| 1 iulie    | Tennis Open Karlsruhe Karlsruhe, Germania Zgură – Challenger 75 – 32S/24Q/16D                  | Jakob Schnaitter Mark Wallner 6–4, 6–0                             | Dan Added Grégoire Jacq                  | Zsombor Piros Daniel Masur                | Edas Butvilas Adrian Andreev Benjamin Hassan Rudolf Molleker                  |
| 1 iulie    | Modena Challenger Modena, Italia Zgură – Challenger 75 – 32S/24Q/16D                           | Albert Ramos Viñolas 6–4, 3–6, 6–2                                 | Federico Arnaboldi                       | Tseng Chun-hsin Andrea Collarini          | Marcello Serafini Andrea Pellegrino Oriol Roca Batalla Juan Pablo Varillas    |
| 1 iulie    | Modena Challenger Modena, Italia Zgură – Challenger 75 – 32S/24Q/16D                           | Jonathan Eysseric George Goldhoff 6–3, 3–6, [10–8]                 | Andre Begemann Patrik Niklas-Salminen    | Tseng Chun-hsin Andrea Collarini          | Marcello Serafini Andrea Pellegrino Oriol Roca Batalla Juan Pablo Varillas    |
| 1 iulie    | Internationaux de Tennis de Troyes Troyes, Franța Zgură – Challenger 50 – 32S/24Q/16D          | Gabriel Debru 6–3, 6–7(1–7), 7–5                                   | Timofey Skatov                           | Lorenzo Giustino Lilian Marmousez         | Evgeny Karlovskiy Jonáš Forejtek Neil Oberleitner Martín Landaluce            |
| 1 iulie    | Internationaux de Tennis de Troyes Troyes, Franța Zgură – Challenger 50 – 32S/24Q/16D          | Neil Oberleitner Jakub Paul 6–4, 7–6(7–1)                          | Denis Istomin Evgeny Karlovskiy          | Lorenzo Giustino Lilian Marmousez         | Evgeny Karlovskiy Jonáš Forejtek Neil Oberleitner Martín Landaluce            |
| 8 iulie    | Brawo Open Braunschweig, Germania Zgură – Challenger 125 – 3S/24Q/16D                          | Roberto Carballés Baena 6–1, 6–3                                   | Botic van de Zandschulp                  | Pierre-Hugues Herbert Pedro Cachín        | Cristian Garín Duje Ajduković Henri Squire Daniel Elahi Galán                 |
| 8 iulie    | Brawo Open Braunschweig, Germania Zgură – Challenger 125 – 3S/24Q/16D                          | Sander Arends Robin Haase 4–6, 6–4, [10–8]                         | Sriram Balaji Gonzalo Escobar            | Pierre-Hugues Herbert Pedro Cachín        | Cristian Garín Duje Ajduković Henri Squire Daniel Elahi Galán                 |
| 8 iulie    | Salzburg Open Salzburg, Austria Zgură – Challenger 125 – 32S/24Q/16D                           | Alexander Ritschard 6–4, 6–2                                       | Kyrian Jacquet                           | Ignacio Buse Thiago Monteiro              | Federico Coria Hamad Medjedovic Alejandro Moro Cañas Lukas Neumayer           |
| 8 iulie    | Salzburg Open Salzburg, Austria Zgură – Challenger 125 – 32S/24Q/16D                           | Manuel Guinard Grégoire Jacq 2–6, 6–3, [14–12]                     | Petr Nouza Patrik Rikl                   | Ignacio Buse Thiago Monteiro              | Federico Coria Hamad Medjedovic Alejandro Moro Cañas Lukas Neumayer           |
| 8 iulie    | Iași Open Iași, România Zgură – Challenger 100 – 32S/24Q/16D Simplu – Dublu                    | Hugo Dellien 6–1, 6–1                                              | Javier Barranco Cosano                   | Daniel Vallejo Enzo Couacaud              | Valentin Royer Martín Landaluce Dmitry Popko Juan Pablo Ficovich              |
| 8 iulie    | Iași Open Iași, România Zgură – Challenger 100 – 32S/24Q/16D Simplu – Dublu                    | Cezar Crețu Bogdan Pavel 2–6, 6–2, [10–4]                          | Karol Drzewiecki Piotr Matuszewski       | Daniel Vallejo Enzo Couacaud              | Valentin Royer Martín Landaluce Dmitry Popko Juan Pablo Ficovich              |
| 8 iulie    | Internazionali di Tennis Città di Trieste Trieste, Italia Zgură – Challenger 100 – 32S/24Q/16D | Federico Agustín Gómez 6–1, 6–2                                    | Tomás Barrios Vera                       | Oriol Roca Batalla Henrique Rocha         | Adrian Andreev Titouan Droguet Francesco Maestrelli Enrico Dalla Valle        |
| 8 iulie    | Internazionali di Tennis Città di Trieste Trieste, Italia Zgură – Challenger 100 – 32S/24Q/16D | Marco Bortolotti Matthew Romios 6–2, 7–6(8–6)                      | Daniel Dutra da Silva Courtney John Lock | Oriol Roca Batalla Henrique Rocha         | Adrian Andreev Titouan Droguet Francesco Maestrelli Enrico Dalla Valle        |
| 8 iulie    | Winnipeg Challenger Winnipeg, Canada Hard – Challenger 75 – 32S/24Q/16D                        | Benjamin Bonzi 5–7, 6–1, 6–4                                       | Sho Shimabukuro                          | Eliot Spizzirri Bu Yunchaokete            | Hugo Grenier Tristan Schoolkate Yuta Shimizu Brandon Holt                     |
| 8 iulie    | Winnipeg Challenger Winnipeg, Canada Hard – Challenger 75 – 32S/24Q/16D                        | Christian Harrison Cannon Kingsley 6–1, 6–4                        | Yuta Shimizu Kaichi Uchida               | Eliot Spizzirri Bu Yunchaokete            | Hugo Grenier Tristan Schoolkate Yuta Shimizu Brandon Holt                     |
| 15 iulie   | Dutch Open Amersfoort, Țările de Jos Zgură – Challenger 75 – 32S/24Q/16D                       | Tomás Barrios Vera 6–2, 6–1                                        | Alexey Zakharov                          | Daniel Rincón Max Houkes                  | Álvaro Guillén Meza Enrico Dalla Valle Murkel Dellien Bernabé Zapata Miralles |
| 15 iulie   | Dutch Open Amersfoort, Țările de Jos Zgură – Challenger 75 – 32S/24Q/16D                       | Marcelo Demoliner Guillermo Durán 7–6(7–2), 6–4                    | Jay Clarke David Stevenson               | Daniel Rincón Max Houkes                  | Álvaro Guillén Meza Enrico Dalla Valle Murkel Dellien Bernabé Zapata Miralles |
| 15 iulie   | Championnats de Granby Granby, Canada Hard – Challenger 75 – 32S/24Q/16D                       | Bu Yunchaokete 6–3, 6–7(7–9), 6–4                                  | Térence Atmane                           | Hugo Grenier Yasutaka Uchiyama            | Andrés Andrade Bruno Kuzuhara Sho Shimabukuro Wu Tung-lin                     |
| 15 iulie   | Championnats de Granby Granby, Canada Hard – Challenger 75 – 32S/24Q/16D                       | Andrés Andrade Mac Kiger 3–6, 6–3, [10–2]                          | Justin Boulais Joshua Lapadat            | Hugo Grenier Yasutaka Uchiyama            | Andrés Andrade Bruno Kuzuhara Sho Shimabukuro Wu Tung-lin                     |
| 15 iulie   | President's Cup Astana, Kazakhstan Hard – Challenger 50 – 32S/24Q/16D                          | Dimitar Kuzmanov 6–4, 6–3                                          | Saba Purtseladze                         | Aleksandre Bakshi · Evgeny Karlovskiy     | Sergey Fomin · Evgeny Donskoy · Antoine Ghibaudo · Lukáš Pokorný              |
| 15 iulie   | President's Cup Astana, Kazakhstan Hard – Challenger 50 – 32S/24Q/16D                          | Egor Agafonov · Ilia Simakin · 6–4, 6–3                            | Denis Istomin · Evgeny Karlovskiy        | Aleksandre Bakshi · Evgeny Karlovskiy     | Sergey Fomin · Evgeny Donskoy · Antoine Ghibaudo · Lukáš Pokorný              |
| 15 iulie   | Open de Tenis Ciudad de Pozoblanco Pozoblanco, Spania Hard – Challenger 50 – 32S/24Q/16D       | August Holmgren 3–6, 6–3, 6–4                                      | Antoine Escoffier                        | Robin Bertrand · Egor Gerasimov           | Alberto Barroso Campos Laurent Lokoli Dan Added Miguel Damas                  |
| 15 iulie   | Open de Tenis Ciudad de Pozoblanco Pozoblanco, Spania Hard – Challenger 50 – 32S/24Q/16D       | Dan Added Arthur Reymond 6–2, 6–4                                  | Liam Hignett James MacKinlay             | Robin Bertrand · Egor Gerasimov           | Alberto Barroso Campos Laurent Lokoli Dan Added Miguel Damas                  |
| 22 iulie   | Zug Open Zug, Elveția Zgură – Challenger 125 – 32S/24Q/16D                                     | Jérôme Kym 6–4, 6–4                                                | Román Andrés Burruchaga                  | Marc-Andrea Hüsler Joris De Loore         | Henry Bernet Abdullah Shelbayh Marko Topo Geoffrey Blancaneaux                |
| 22 iulie   | Zug Open Zug, Elveția Zgură – Challenger 125 – 32S/24Q/16D                                     | Jurij Rodionov Volodymyr Uzhylovskyi 7–6(7–5), 7–6(7–5)            | Seita Watanabe Takeru Yuzuki             | Marc-Andrea Hüsler Joris De Loore         | Henry Bernet Abdullah Shelbayh Marko Topo Geoffrey Blancaneaux                |
| 22 iulie   | Internazionali di Tennis Città di Verona Verona, Italia Zgură – Challenger 100 – 32S/24Q/16D   | Federico Arnaboldi 6–2, 6–2                                        | Vilius Gaubas                            | Max Hans Rehberg Nikoloz Basilashvili     | Álvaro Guillén Meza Gonzalo Bueno Hugo Dellien Jesper de Jong                 |
| 22 iulie   | Internazionali di Tennis Città di Verona Verona, Italia Zgură – Challenger 100 – 32S/24Q/16D   | Marcelo Demoliner Guillermo Durán 6–7(6–8), 7–6(7–3), [15–13]      | Yanaki Milev Petr Nesterov               | Max Hans Rehberg Nikoloz Basilashvili     | Álvaro Guillén Meza Gonzalo Bueno Hugo Dellien Jesper de Jong                 |
| 22 iulie   | Chicago Men's Challenger Chicago, Statele Unite Hard – Challenger 75 – 32S/24Q/16D             | Gabriel Diallo 6–3, 7–6(7–3)                                       | Bu Yunchaokete                           | Jacob Fearnley Learner Tien               | Brandon Holt Mitchell Krueger Hugo Grenier Hong Seong-chan                    |
| 22 iulie   | Chicago Men's Challenger Chicago, Statele Unite Hard – Challenger 75 – 32S/24Q/16D             | Luke Saville Li Tu 6–4, 3–6, [10–3]                                | Mac Kiger Benjamin Sigouin               | Jacob Fearnley Learner Tien               | Brandon Holt Mitchell Krueger Hugo Grenier Hong Seong-chan                    |
| 22 iulie   | Tampere Open Tampere, Finlanda Zgură – Challenger 75 – 32S/24Q/16D                             | Daniel Rincón 6–1, 7–6(7–4)                                        | Calvin Hemery                            | Javier Barranco Cosano Gabi Adrian Boitan | Francisco Comesaña Marvin Möller Aziz Dougaz Carlos Taberner                  |
| 22 iulie   | Tampere Open Tampere, Finlanda Zgură – Challenger 75 – 32S/24Q/16D                             | Íñigo Cervantes Daniel Rincón 6–3, 6–4                             | Thomas Fancutt Johannes Ingildsen        | Javier Barranco Cosano Gabi Adrian Boitan | Francisco Comesaña Marvin Möller Aziz Dougaz Carlos Taberner                  |
| 22 iulie   | Open Castilla y León Segovia, Spania Hard – Challenger 50 – 32S/24Q/16D                        | Antoine Escoffier 6–3, 2–6, 6–3                                    | Àlex Martínez                            | Cui Jie Nicolás Álvarez Varona            | Benjamin Lock Max Wiskandt Dan Added Mario González Fernández                 |
| 22 iulie   | Open Castilla y León Segovia, Spania Hard – Challenger 50 – 32S/24Q/16D                        | Dan Added Arthur Reymond 6–4, 6–3                                  | Alexander Donski Tiago Pereira           | Cui Jie Nicolás Álvarez Varona            | Benjamin Lock Max Wiskandt Dan Added Mario González Fernández                 |
| 29 iulie   | Porto Open Challenger Porto, Portugalia Hard – Challenger 125 – 32S/24Q/16D                    | August Holmgren 7–6(7–3), 7–6(8–6)                                 | Alejandro Moro Cañas                     | Jaime Faria Mikhail Kukushkin             | Edas Butvilas Vadym Ursu Àlex Martínez Arthur Reymond                         |
| 29 iulie   | Porto Open Challenger Porto, Portugalia Hard – Challenger 125 – 32S/24Q/16D                    | Sander Arends Luke Johnson 6–3, 6–2                                | Joshua Paris Ramkumar Ramanathan         | Jaime Faria Mikhail Kukushkin             | Edas Butvilas Vadym Ursu Àlex Martínez Arthur Reymond                         |
| 29 iulie   | San Marino Open San Marino, San Marino Zgură – Challenger 125 – 32S/24Q/16D                    | Alexandre Müller 6–3, 4–6, 7–6(7–3)                                | Tseng Chun-hsin                          | Fabio Fognini Francisco Comesaña          | Matteo Gigante Juan Manuel Cerúndolo Gustavo Heide Andrea Pellegrino          |
| 29 iulie   | San Marino Open San Marino, San Marino Zgură – Challenger 125 – 32S/24Q/16D                    | Petr Nouza Patrik Rikl 1–6, 7–5, [10–6]                            | Théo Arribagé Orlando Luz                | Fabio Fognini Francisco Comesaña          | Matteo Gigante Juan Manuel Cerúndolo Gustavo Heide Andrea Pellegrino          |
| 29 iulie   | Platzmann-Sauerland Open Lüdenscheid, Germania Zgură – Challenger 100 – 32S/24Q/16D            | Raphaël Collignon 3–6, 6–4, 6–3                                    | Botic van de Zandschulp                  | Titouan Droguet Kamil Majchrzak           | Henri Squire Oriol Roca Batalla Román Andrés Burruchaga Clément Tabur         |
| 29 iulie   | Platzmann-Sauerland Open Lüdenscheid, Germania Zgură – Challenger 100 – 32S/24Q/16D            | David Pel Bart Stevens 6–4, 2–6, [10–8]                            | Matwé Middelkoop Denys Molchanov         | Titouan Droguet Kamil Majchrzak           | Henri Squire Oriol Roca Batalla Román Andrés Burruchaga Clément Tabur         |
| 29 iulie   | Lexington Challenger Lexington, Statele Unite Hard – Challenger 75 – 32S/24Q/16D               | João Fonseca 6–1, 6–4                                              | Li Tu                                    | Hugo Grenier Coleman Wong                 | Learner Tien Gabriel Diallo Micah Braswell Emilio Nava                        |
| 29 iulie   | Lexington Challenger Lexington, Statele Unite Hard – Challenger 75 – 32S/24Q/16D               | André Göransson Sem Verbeek 6–4, 6–3                               | Yuta Shimizu James Trotter               | Hugo Grenier Coleman Wong                 | Learner Tien Gabriel Diallo Micah Braswell Emilio Nava                        |
| 29 iulie   | Svijany Open Liberec, Republica Cehă Zgură – Challenger 75 – 32S/24Q/16D                       | Hugo Dellien 5–7, 6–4, 6–1                                         | Elmer Møller                             | Manuel Guinard Nicolas Moreno de Alboran  | Vitaliy Sachko Michael Vrbenský Andrew Paulson Geoffrey Blancaneaux           |
| 29 iulie   | Svijany Open Liberec, Republica Cehă Zgură – Challenger 75 – 32S/24Q/16D                       | Jonáš Forejtek Michael Vrbenský 7–5, 6–7(5–7), [10–4]              | Miloš Karol Tomáš Láník                  | Manuel Guinard Nicolas Moreno de Alboran  | Vitaliy Sachko Michael Vrbenský Andrew Paulson Geoffrey Blancaneaux           |

### August
| Săptă mâna | Turneu                                                                                                   | Campioni                                                       | Finaliști                                    | Semifinaliști                                        | Sfert-finaliști                                                       |
| ---------- | --- | -------------------------------------------------------------- | -------------------------------------------- | ---------------------------------------------------- | --------------------------------------------------------------------- |
| 5 august   | Open Bogotá Bogotá, Columbia Zgură – Challenger 75 – 32S/24Q/16D                                         | Facundo Mena 6–4, 7–5                                          | Mateus Alves                                 | Nicolás Mejía Karue Sell                             | Bernard Tomic Dmitry Popko Juan Pablo Ficovich Facundo Bagnis         |
| 5 august   | Open Bogotá Bogotá, Columbia Zgură – Challenger 75 – 32S/24Q/16D                                         | Finn Reynolds Matías Soto 6–3, 6–4                             | Benjamin Lock João Lucas Reis da Silva       | Nicolás Mejía Karue Sell                             | Bernard Tomic Dmitry Popko Juan Pablo Ficovich Facundo Bagnis         |
| 5 august   | Lincoln Challenger Lincoln, Statele Unite Hard – Challenger 75 – 32S/24Q/16D                             | Jacob Fearnley 6–4, 6–2                                        | Coleman Wong                                 | Bu Yunchaokete Nishesh Basavareddy                   | Aidan Mayo Tristan Schoolkate Paul Jubb Li Tu                         |
| 5 august   | Lincoln Challenger Lincoln, Statele Unite Hard – Challenger 75 – 32S/24Q/16D                             | Robert Cash JJ Tracy 7–6(8–6), 6–3                             | Ariel Behar Luke Johnson                     | Bu Yunchaokete Nishesh Basavareddy                   | Aidan Mayo Tristan Schoolkate Paul Jubb Li Tu                         |
| 5 august   | Bonn Open Bonn, Germania Clay – Challenger 75 – 32S/24Q/16D                                              | Hugo Dellien 7–6(7–2), 6–0                                     | Maximilian Marterer                          | Martín Landaluce Benjamin Hassan                     | Jan Choinski Calvin Hemery Dalibor Svrčina Henri Squire               |
| 5 august   | Bonn Open Bonn, Germania Clay – Challenger 75 – 32S/24Q/16D                                              | Théo Arribagé Orlando Luz 6–2, 6–4                             | Jeevan Nedunchezhiyan Vijay Sundar Prashanth | Martín Landaluce Benjamin Hassan                     | Jan Choinski Calvin Hemery Dalibor Svrčina Henri Squire               |
| 5 august   | Internazionali di Tennis del Friuli Venezia Giulia Cordenons, Italia Zgură – Challenger 75 – 32S/24Q/16D | Vilius Gaubas 2–6, 6–2, 6–4                                    | Carlos Taberner                              | Andrew Paulson Alexander Blockx                      | Andrea Collarini Lorenzo Giustino Federico Arnaboldi Riccardo Bonadio |
| 5 august   | Internazionali di Tennis del Friuli Venezia Giulia Cordenons, Italia Zgură – Challenger 75 – 32S/24Q/16D | Marco Bortolotti Matthew Romios Walkover                       | Jiří Barnat Andrew Paulson                   | Andrew Paulson Alexander Blockx                      | Andrea Collarini Lorenzo Giustino Federico Arnaboldi Riccardo Bonadio |
| 12 august  | RD Open Santo Domingo, Republica Dominicană Zgură – Challenger 125 – 3S/24Q/16D                          | Damir Džumhur 6–4, 6–4                                         | Andrés Andrade                               | Laslo Djere Renzo Olivo                              | Bernard Tomic Ryan Seggerman Tseng Chun-hsin Felipe Meligeni Alves    |
| 12 august  | RD Open Santo Domingo, Republica Dominicană Zgură – Challenger 125 – 3S/24Q/16D                          | Diego Hidalgo Miguel Ángel Reyes-Varela 6–7(2–7), 6–4, [18–16] | Sriram Balaji Fernando Romboli               | Laslo Djere Renzo Olivo                              | Bernard Tomic Ryan Seggerman Tseng Chun-hsin Felipe Meligeni Alves    |
| 12 august  | Cary Challenger Cary, Statele Unite Hard – Challenger 100 – 32S/24Q/16D                                  | Roman Safiullin 1–6, 7–5, 7–5                                  | Mattia Bellucci                              | David Goffin Gabriel Diallo                          | Christopher Eubanks Otto Virtanen Mikhail Kukushkin Tristan Boyer     |
| 12 august  | Cary Challenger Cary, Statele Unite Hard – Challenger 100 – 32S/24Q/16D                                  | John Peers John-Patrick Smith Walkover                         | Federico Agustín Gómez Petros Tsitsipas      | David Goffin Gabriel Diallo                          | Christopher Eubanks Otto Virtanen Mikhail Kukushkin Tristan Boyer     |
| 12 august  | Kozerki Open Grodzisk Mazowiecki, Poloniad Hard – Challenger 100 – 32S/24Q/16D                           | Marc-Andrea Hüsler 6–1, 6–4                                    | Vít Kopřiva                                  | Hazem Naw Antoine Escoffier                          | Norbert Gombos Manuel Guinard Dominic Stricker Laurent Lokoli         |
| 12 august  | Kozerki Open Grodzisk Mazowiecki, Poloniad Hard – Challenger 100 – 32S/24Q/16D                           | Charles Broom David Stevenson 6–3, 7–6(7–3)                    | Daniel Cukierman Johannes Ingildsen          | Hazem Naw Antoine Escoffier                          | Norbert Gombos Manuel Guinard Dominic Stricker Laurent Lokoli         |
| 12 august  | Internazionali di Tennis Città di Todi Todi, Italia Zgură – Challenger 75 – 32S/24Q/16D                  | Carlos Taberner 6–4, 6–3                                       | Santiago Rodríguez Taverna                   | Stefano Travaglia Cezar Crețu                        | Gastão Elias Luka Pavlovic Facundo Juárez Lorenzo Giustino            |
| 12 august  | Internazionali di Tennis Città di Todi Todi, Italia Zgură – Challenger 75 – 32S/24Q/16D                  | Ivan Sabanov Matej Sabanov 6–4, 7–6(7–3)                       | Filip Bergevi Mick Veldheer                  | Stefano Travaglia Cezar Crețu                        | Gastão Elias Luka Pavlovic Facundo Juárez Lorenzo Giustino            |
| 19 august  | Dobrich Challenger Dobrich, Bulgaria Zgură – Challenger 50 – 32S/24Q/16D                                 | Juan Bautista Torres 5–7, 6–0, 7–5                             | Ivan Gakhov                                  | Arthur Gea Hady Habib                                | Ergi Kırkın Christoph Negritu Petr Nesterov Luciano Emanuel Ambrogi   |
| 19 august  | Dobrich Challenger Dobrich, Bulgaria Zgură – Challenger 50 – 32S/24Q/16D                                 | Alexander Merino Christoph Negritu 6–4, 6–2                    | Victor Vlad Cornea Ergi Kırkın               | Arthur Gea Hady Habib                                | Ergi Kırkın Christoph Negritu Petr Nesterov Luciano Emanuel Ambrogi   |
| 19 august  | Jinan Open Jinan, China Hard – Challenger 50 – 32S/24Q/16D                                               | Wu Yibing 7–5, 6–3                                             | Rio Noguchi                                  | Yuta Shimizu Keegan Smith                            | Philip Henning Shin Woo-bin Sun Fajing Mo Yecong                      |
| 19 august  | Jinan Open Jinan, China Hard – Challenger 50 – 32S/24Q/16D                                               | Chung Yun-seong Yuta Shimizu 6–3, 6–7(5–7), [10–6]             | Rio Noguchi Edward Winter                    | Yuta Shimizu Keegan Smith                            | Philip Henning Shin Woo-bin Sun Fajing Mo Yecong                      |
| 26 august  | Città di Como Challenger Como, Italia Zgură – Challenger 75 – 32S/24Q/16D                                | Gabriel Debru 6–1, 2–6, 6–3                                    | Ignacio Buse                                 | Stefano Travaglia Alex Molčan                        | Kei Nishikori Genaro Alberto Olivieri Zsombor Piros Valerio Aboian    |
| 26 august  | Città di Como Challenger Como, Italia Zgură – Challenger 75 – 32S/24Q/16D                                | Victor Vlad Cornea Denys Molchanov 6–2, 6–3                    | Alexandru Jecan Ivan Liutarevich             | Stefano Travaglia Alex Molčan                        | Kei Nishikori Genaro Alberto Olivieri Zsombor Piros Valerio Aboian    |
| 26 august  | Rafa Nadal Open Mallorca, Spania Hard – Challenger 75 – 32S/24Q/16D                                      | Duje Ajduković 4–6, 6–3, 6–4                                   | Matteo Gigante                               | Khumoyun Sultanov Jérôme Kym                         | Abdullah Shelbayh Marc-Andrea Hüsler Enzo Couacaud Ričardas Berankis  |
| 26 august  | Rafa Nadal Open Mallorca, Spania Hard – Challenger 75 – 32S/24Q/16D                                      | David Pichler Jurij Rodionov 1–6, 6–3, [10–7]                  | Anirudh Chandrasekar David Vega Hernández    | Khumoyun Sultanov Jérôme Kym                         | Abdullah Shelbayh Marc-Andrea Hüsler Enzo Couacaud Ričardas Berankis  |
| 26 august  | Porto Challenger Porto, Portugalia Zgură – Challenger 75 – 32S/24Q/16D                                   | Adrian Andreev 6–3, 6–0                                        | Carlos Taberner                              | Nikolás Sánchez Izquierdo Santiago Rodríguez Taverna | Daniel Cukierman Daniel Masur Dino Prižmić Enrico Dalla Valle         |
| 26 august  | Porto Challenger Porto, Portugalia Zgură – Challenger 75 – 32S/24Q/16D                                   | Daniel Cukierman Piotr Matuszewski 6–4, 6–0                    | Romain Arneodo Théo Arribagé                 | Nikolás Sánchez Izquierdo Santiago Rodríguez Taverna | Daniel Cukierman Daniel Masur Dino Prižmić Enrico Dalla Valle         |
| 26 august  | International Challenger Zhangjiagang Zhangjiagang, China Hard – Challenger 75 – 32S/24Q/16D             | JPN}} Yasutaka Uchiyama 6–7(4–7), 6–2, 6–2                     | Mark Lajal                                   | Norbert Gombos Hong Seong-chan                       | Dalibor Svrčina Rio Noguchi Wu Tung-lin Sun Fajing                    |
| 26 august  | International Challenger Zhangjiagang Zhangjiagang, China Hard – Challenger 75 – 32S/24Q/16D             | Kaichi Uchida Takeru Yuzuki 6–1, 7–5                           | Francis Alcantara Pruchya Isaro              | Norbert Gombos Hong Seong-chan                       | Dalibor Svrčina Rio Noguchi Wu Tung-lin Sun Fajing                    |

### Septembrie
| Săptă mâna    | Turneu                                                                                           | Campioni                                                       | Finaliști                                              | Semifinaliști                          | Sfert-finaliști                                                                        |
| ------------- | ------------------------------------------------------------------------------------------------ | -------------------------------------------------------------- | ------------------------------------------------------ | -------------------------------------- | -------------------------------------------------------------------------------------- |
| 2 septembrie  | AON Open Challenger Genoa, Italia Zgură – Challenger 125 – 32S/24Q/16D                           | Francesco Passaro 7–5, 6–3                                     | Jaume Munar                                            | Stefano Travaglia Ignacio Buse         | Mili Poljičak Kei Nishikori Giovanni Fonio Thiago Monteiro                             |
| 2 septembrie  | AON Open Challenger Genoa, Italia Zgură – Challenger 125 – 32S/24Q/16D                           | Benjamin Hassan David Vega Hernández 6–4, 7–5                  | Romain Arneodo Théo Arribagé                           | Stefano Travaglia Ignacio Buse         | Mili Poljičak Kei Nishikori Giovanni Fonio Thiago Monteiro                             |
| 2 septembrie  | Copa Sevilla Sevilia, Spania Zgură – Challenger 125 – 32S/24Q/16D                                | Roberto Carballés Baena 6–3, 7–5                               | Daniel Altmaier                                        | Calvin Hemery Alexander Ritschard      | Oriol Roca Batalla Albert Ramos Viñolas Santiago Rodríguez Taverna David Jordà Sanchis |
| 2 septembrie  | Copa Sevilla Sevilia, Spania Zgură – Challenger 125 – 32S/24Q/16D                                | Petr Nouza Patrik Rikl 6–3, 6–2                                | George Goldhoff Fernando Romboli                       | Calvin Hemery Alexander Ritschard      | Oriol Roca Batalla Albert Ramos Viñolas Santiago Rodríguez Taverna David Jordà Sanchis |
| 2 septembrie  | Shanghai Challenger Shanghai, China Hard – Challenger 100 – 32S/24Q/16D                          | Sho Shimabukuro 6–4, 6–4                                       | Hsu Yu-hsiou                                           | Norbert Gombos Coleman Wong            | Kris van Wyk Alibek Kachmazov Beibit Zhukayev Dalibor Svrčina                          |
| 2 septembrie  | Shanghai Challenger Shanghai, China Hard – Challenger 100 – 32S/24Q/16D                          | Cristian Rodríguez Matthew Romios 7–6(7–4), 1–6, [10–7]        | Rithvik Choudary Bollipalli Arjun Kadhe                | Norbert Gombos Coleman Wong            | Kris van Wyk Alibek Kachmazov Beibit Zhukayev Dalibor Svrčina                          |
| 2 septembrie  | NÖ Open Tulln, Austria Zgură – Challenger 100 – 32S/24Q/16D                                      | Jan Choinski 6–4, 6–1                                          | Lukas Neumayer                                         | Jakub Nicod Rudolf Molleker            | Max Hans Rehberg Ivan Gakhov Andrew Paulson Jérôme Kym                                 |
| 2 septembrie  | NÖ Open Tulln, Austria Zgură – Challenger 100 – 32S/24Q/16D                                      | Miloš Karol Vitaliy Sachko 6–4, 2–6, [11–9]                    | Karol Drzewiecki Piotr Matuszewski                     | Jakub Nicod Rudolf Molleker            | Max Hans Rehberg Ivan Gakhov Andrew Paulson Jérôme Kym                                 |
| 2 septembrie  | Cassis Open Provence Cassis, Franța Hard – Challenger 75 – 32S/24Q/16D                           | Richard Gasquet 3–6, 6–1, 6–2                                  | Jurij Rodionov                                         | Henrique Rocha Adrià Soriano Barrera   | Robin Bertrand Laurent Lokoli Titouan Droguet Marin Čilić                              |
| 2 septembrie  | Cassis Open Provence Cassis, Franța Hard – Challenger 75 – 32S/24Q/16D                           | Jaime Faria Henrique Rocha 7–6(7–5), 6–4                       | Manuel Guinard Matteo Martineau                        | Henrique Rocha Adrià Soriano Barrera   | Robin Bertrand Laurent Lokoli Titouan Droguet Marin Čilić                              |
| 2 septembrie  | Istanbul Challenger Istanbul, Turcia Hard – Challenger 75 – 32S/24Q/16D                          | Damir Džumhur 6–4, 6–2                                         | Hamad Medjedovic                                       | Jesper de Jong Martín Landaluce        | Jack Pinnington Jones Ilia Simakin Matej Dodig Elmer Møller                            |
| 2 septembrie  | Istanbul Challenger Istanbul, Turcia Hard – Challenger 75 – 32S/24Q/16D                          | Aleksandre Bakshi Yankı Erel 7–6(7–4), 7–5                     | August Holmgren Johannes Ingildsen                     | Jesper de Jong Martín Landaluce        | Jack Pinnington Jones Ilia Simakin Matej Dodig Elmer Møller                            |
| 9 septembrie  | Szczecin Open Szczecin, Polonia Zgură – Challenger 125 – 32S/24Q/16D                             | Vít Kopřiva 7–5, 6–2                                           | Andrea Pellegrino                                      | Gerard Campana Lee Federico Coria      | Rudolf Molleker Daniel Altmaier Alexey Vatutin Jacopo Berrettini                       |
| 9 septembrie  | Szczecin Open Szczecin, Polonia Zgură – Challenger 125 – 32S/24Q/16D                             | Guido Andreozzi Théo Arribagé 6–2, 6–1                         | Ryan Seggerman Szymon Walków                           | Gerard Campana Lee Federico Coria      | Rudolf Molleker Daniel Altmaier Alexey Vatutin Jacopo Berrettini                       |
| 9 septembrie  | Guangzhou Huangpu International Tennis Open Guangzhou, China Hard – Challenger 100 – 32S/24Q/16D | Christopher O'Connell 1–6, 7–5, 7–6(7–5)                       | Sho Shimabukuro                                        | Mikhail Kukushkin Luca Nardi           | Radu Albot Federico Agustín Gómez Térence Atmane Marc Polmans                          |
| 9 septembrie  | Guangzhou Huangpu International Tennis Open Guangzhou, China Hard – Challenger 100 – 32S/24Q/16D | Evan King Reese Stalder 4–6, 7–5, [10–5]                       | Francis Alcantara Pruchya Isaro                        | Mikhail Kukushkin Luca Nardi           | Radu Albot Federico Agustín Gómez Térence Atmane Marc Polmans                          |
| 9 septembrie  | Open de Rennes Rennes, Franța Hard (i) – Challenger 100 – 32S/24Q/16D                            | Jacob Fearnley 0–6, 7–6(7–5), 6–3                              | Quentin Halys                                          | Harold Mayot Constant Lestienne        | Adrian Mannarino Michael Geerts Titouan Droguet Lucas Pouille                          |
| 9 septembrie  | Open de Rennes Rennes, Franța Hard (i) – Challenger 100 – 32S/24Q/16D                            | Sander Arends Grégoire Jacq 6–4, 6–2                           | Antoine Escoffier Joshua Paris                         | Harold Mayot Constant Lestienne        | Adrian Mannarino Michael Geerts Titouan Droguet Lucas Pouille                          |
| 9 septembrie  | Las Vegas Challenger Las Vegas, Statele Unite Hard – Challenger 75 – 32S/24Q/16D                 | Learner Tien 7–5, 1–6, 6–3                                     | Tristan Boyer                                          | Karue Sell Abdullah Shelbayh           | Andres Martin Kaylan Bigun Bernard Tomic Denis Kudla                                   |
| 9 septembrie  | Las Vegas Challenger Las Vegas, Statele Unite Hard – Challenger 75 – 32S/24Q/16D                 | Trey Hilderbrand Alex Lawson 6–7(9–11), 7–5, [10–8]            | Tristan Boyer Tennyson Whiting                         | Karue Sell Abdullah Shelbayh           | Andres Martin Kaylan Bigun Bernard Tomic Denis Kudla                                   |
| 9 septembrie  | Dobrich Challenger II Dobrich, Bulgaria Zgură – Challenger 50 – 32S/24Q/16D                      | Guy den Ouden 6–2, 6–3                                         | Jelle Sels                                             | Genaro Alberto Olivieri Jakub Nicod    | Valentin Royer Alexander Donski Lorenzo Giustino Dimitar Kuzmanov                      |
| 9 septembrie  | Dobrich Challenger II Dobrich, Bulgaria Zgură – Challenger 50 – 32S/24Q/16D                      | Liam Draxl Cleeve Harper 6–1, 3–6, [12–10]                     | Francesco Maestrelli Filippo Romano                    | Genaro Alberto Olivieri Jakub Nicod    | Valentin Royer Alexander Donski Lorenzo Giustino Dimitar Kuzmanov                      |
| 16 septembrie | Bad Waltersdorf Trophy Bad Waltersdorf, Austria Zgură – Challenger 125 – 32S/24Q/16D             | Jaume Munar 6–2, 6–1                                           | Thiago Seyboth Wild                                    | Nicolas Moreno de Alboran Laslo Djere  | Matej Dodig Geoffrey Blancaneaux Carlos Taberner Thiago Monteiro                       |
| 16 septembrie | Bad Waltersdorf Trophy Bad Waltersdorf, Austria Zgură – Challenger 125 – 32S/24Q/16D             | Petr Nouza Patrik Rikl 6–4, 4–6, [10–5]                        | Guido Andreozzi Sriram Balaji                          | Nicolas Moreno de Alboran Laslo Djere  | Matej Dodig Geoffrey Blancaneaux Carlos Taberner Thiago Monteiro                       |
| 16 septembrie | Saint-Tropez Open Saint-Tropez, Franța Hard – Challenger 125 – 32S/24Q/16D<                      | Gijs Brouwer 6–4, 7–6(7–2)                                     | Lucas Pouille                                          | Kamil Majchrzak Ugo Blanchet           | Duje Ajduković Matteo Martineau Benjamin Bonzi Titouan Droguet                         |
| 16 septembrie | Saint-Tropez Open Saint-Tropez, Franța Hard – Challenger 125 – 32S/24Q/16D<                      | Sander Arends Luke Johnson 3–6, 6–3, [10–4]                    | André Göransson Sem Verbeek                            | Kamil Majchrzak Ugo Blanchet           | Duje Ajduković Matteo Martineau Benjamin Bonzi Titouan Droguet                         |
| 16 septembrie | Cali Open Cali, Columbia Clay – Challenger 75 – 32S/24Q/16D<                                     | Juan Pablo Ficovich 6–1, 6–4                                   | Gonzalo Bueno                                          | Andrea Collarini Hugo Dellien          | Luciano Emanuel Ambrogi Mateus Alves Juan Bautista Torres Enzo Couacaud                |
| 16 septembrie | Cali Open Cali, Columbia Clay – Challenger 75 – 32S/24Q/16D<                                     | Juan Carlos Aguilar Conner Huertas del Pino 5–7, 6–3, [10–7]   | Juan Sebastián Gómez Johan Alexander Rodríguez         | Andrea Collarini Hugo Dellien          | Luciano Emanuel Ambrogi Mateus Alves Juan Bautista Torres Enzo Couacaud                |
| 16 septembrie | Columbus Challenger Columbus, Statele Unite Hard (i) – Challenger 75 – 32S/24Q/16D               | Naoki Nakagawa 7–6(10–8), 5–7, 7–6(7–5)                        | James Trotter                                          | Kyle Edmund Nishesh Basavareddy        | Christopher Eubanks Abdullah Shelbayh Tristan Boyer Ernesto Escobedo                   |
| 16 septembrie | Columbus Challenger Columbus, Statele Unite Hard (i) – Challenger 75 – 32S/24Q/16D               | Hans Hach Verdugo James Trotter 6–4, 6–7(6–8), [11–9]          | Christian Harrison Ethan Quinn                         | Kyle Edmund Nishesh Basavareddy        | Christopher Eubanks Abdullah Shelbayh Tristan Boyer Ernesto Escobedo                   |
| 16 septembrie | Sibiu Open Sibiu, România Clay – Challenger 50 – 32S/24Q/16D Simplu – Dublu                      | Valentin Royer 6–4, 6–0                                        | Luka Pavlovic                                          | Cezar Crețu Hynek Bartoň               | Stefano Travaglia Rudolf Molleker Genaro Alberto Olivieri Pol Martín Tiffon            |
| 16 septembrie | Sibiu Open Sibiu, România Clay – Challenger 50 – 32S/24Q/16D Simplu – Dublu                      | Alexander Merino Christoph Negritu 6–2, 7–6(7–2)               | Liam Draxl Cleeve Harper                               | Cezar Crețu Hynek Bartoň               | Stefano Travaglia Rudolf Molleker Genaro Alberto Olivieri Pol Martín Tiffon            |
| 23 septembrie | Open d'Orléans Orléans, Franța Hard (i) – Challenger 125 – 32S/24Q/16D                           | Jacob Fearnley 6–3, 7–6(7–5)                                   | Harold Mayot                                           | Marc-Andrea Hüsler Alexander Blockx    | Benjamin Bonzi Hamad Medjedovic Matteo Gigante Mark Lajal                              |
| 23 septembrie | Open d'Orléans Orléans, Franța Hard (i) – Challenger 125 – 32S/24Q/16D                           | Benjamin Bonzi Sascha Gueymard Wayenburg 7–6(9–7), 4–6, [10–5] | Manuel Guinard Grégoire Jacq                           | Marc-Andrea Hüsler Alexander Blockx    | Benjamin Bonzi Hamad Medjedovic Matteo Gigante Mark Lajal                              |
| 23 septembrie | Antofagasta Challenger Antofagasta, Chile Zgură – Challenger 100 – 32S/24Q/16D                   | Juan Manuel Cerúndolo 3–6, 6–2, 6–4                            | Daniel Vallejo                                         | Andrea Collarini Jesper de Jong        | Juan Ignacio Londero Gustavo Heide Murkel Dellien Luciano Emanuel Ambrogi              |
| 23 septembrie | Antofagasta Challenger Antofagasta, Chile Zgură – Challenger 100 – 32S/24Q/16D                   | Mateus Alves Matías Soto 6–1, 6–4                              | Leonardo Aboian Valerio Aboian                         | Andrea Collarini Jesper de Jong        | Juan Ignacio Londero Gustavo Heide Murkel Dellien Luciano Emanuel Ambrogi              |
| 23 septembrie | Lisboa Belém Open Lisbona, Portugalia Zgură – Challenger 100 – 32S/24Q/16D                       | Alexander Ritschard 6–3, 6–7(3–7), 6–3                         | Raphaël Collignon                                      | Elmer Møller Emilio Nava               | Zsombor Piros Thiago Agustín Tirante Henrique Rocha Tomás Barrios Vera                 |
| 23 septembrie | Lisboa Belém Open Lisbona, Portugalia Zgură – Challenger 100 – 32S/24Q/16D                       | Romain Arneodo Théo Arribagé 6–2, 6–3                          | George Goldhoff Fernando Romboli                       | Elmer Møller Emilio Nava               | Zsombor Piros Thiago Agustín Tirante Henrique Rocha Tomás Barrios Vera                 |
| 23 septembrie | Nonthaburi Challenger IV Nonthaburi, Thailanda Hard – Challenger 100 – 32S/24Q/16D               | Wu Tung-lin 6–3, 7–6(7–4)                                      | Mackenzie McDonald                                     | James McCabe Coleman Wong              | Arthur Cazaux Dalibor Svrčina Gabriel Diallo Adam Walton                               |
| 23 septembrie | Nonthaburi Challenger IV Nonthaburi, Thailanda Hard – Challenger 100 – 32S/24Q/16D               | Format:Flagiconn Blake Ellis Adam Walton 3–6, 7–5, [10–8]      | Rithvik Choudary Bollipalli Arjun Kadhe                | James McCabe Coleman Wong              | Arthur Cazaux Dalibor Svrčina Gabriel Diallo Adam Walton                               |
| 23 septembrie | LTP Men's Open Charleston, United States Hard – Challenger 75 – 32S/24Q/16D Singles – Doubles    | Edas Butvilas 6–4, 6–3                                         | Nishesh Basavareddy                                    | Christopher Eubanks Tristan Boyer      | Alexis Galarneau J. J. Wolf Bernard Tomic Learner Tien                                 |
| 23 septembrie | LTP Men's Open Charleston, United States Hard – Challenger 75 – 32S/24Q/16D Singles – Doubles    | Luke Saville Tristan Schoolkate 6–7(3–7), 6–1, [10–3]          | Calum Puttergill Dane Sweeny                           | Christopher Eubanks Tristan Boyer      | Alexis Galarneau J. J. Wolf Bernard Tomic Learner Tien                                 |
| 30 septembrie | JC Ferrero Challenger Open Villena, Spania Hard – Challenger 100 – 32S/24Q/16D                   | Kamil Majchrzak 6–4, 6–2                                       | Nicolas Moreno de Alboran                              | Martín Landaluce Jérôme Kym            | Duje Ajduković Hugo Grenier Constant Lestienne Justin Engel                            |
| 30 septembrie | JC Ferrero Challenger Open Villena, Spania Hard – Challenger 100 – 32S/24Q/16D                   | Anirudh Chandrasekar Niki Kaliyanda Poonacha 7–6(7–2), 6–4     | Romain Arneodo Íñigo Cervantes                         | Martín Landaluce Jérôme Kym            | Duje Ajduković Hugo Grenier Constant Lestienne Justin Engel                            |
| 30 septembrie | Open de Vendée Mouilleron-le-Captif, Franța Hard (i) – Challenger 100 – 32S/24Q/16D              | Lucas Pouille 6–4, 6–4                                         | Quentin Halys                                          | Dino Prižmić Harold Mayot              | Jelle Sels Sascha Gueymard Wayenburg Manuel Guinard Clément Chidekh                    |
| 30 septembrie | Open de Vendée Mouilleron-le-Captif, Franța Hard (i) – Challenger 100 – 32S/24Q/16D              | Marcelo Demoliner Christian Harrison 6–3, 7–5                  | August Holmgren Johannes Ingildsen                     | Dino Prižmić Harold Mayot              | Jelle Sels Sascha Gueymard Wayenburg Manuel Guinard Clément Chidekh                    |
| 30 septembrie | Braga Open]br/>Braga, Portugalia Zgură – Challenger 75 – 32S/24Q                                 | Elmer Møller 6–4, 7–6(7–4)                                     | Daniel Elahi Galán                                     | Andrea Pellegrino Albert Ramos Viñolas | Lukas Neumayer Clément Tabur Carlos Taberner Vít Kopřiva                               |
| 30 septembrie | Braga Open]br/>Braga, Portugalia Zgură – Challenger 75 – 32S/24Q                                 | Théo Arribagé Francisco Cabral 6–3, 6–4                        | Marco Bortolotti Daniel Cukierman                      | Andrea Pellegrino Albert Ramos Viñolas | Lukas Neumayer Clément Tabur Carlos Taberner Vít Kopřiva                               |
| 30 septembrie | Challenger de Buenos Aires Buenos Aires, Argentina Zgură – Challenger 75 – 32S/24Q/16D           | Francisco Comesaña 1–6, 7–6(9–7), 6–4                          | Federico Coria                                         | Juan Bautista Torres Hugo Dellien      | Gustavo Heide Camilo Ugo Carabelli Jesper de Jong Juan Pablo Varillas                  |
| 30 septembrie | Challenger de Buenos Aires Buenos Aires, Argentina Zgură – Challenger 75 – 32S/24Q/16D           | Murkel Dellien Facundo Mena 1–6, 6–2, [12–10]                  | Felipe Meligeni Alves Format:Flagiconn Marcelo Zormann | Juan Bautista Torres Hugo Dellien      | Gustavo Heide Camilo Ugo Carabelli Jesper de Jong Juan Pablo Varillas                  |
| 30 septembrie | Tiburon Challenger Tiburon, Statele Unite Hard – Challenger 75 – 32S/24Q/16D                     | Nishesh Basavareddy 6–1, 6–1                                   | Eliot Spizzirri                                        | Jack Pinnington Jones Learner Tien     | Karue Sell Colton Smith J. J. Wolf Denis Kudla                                         |
| 30 septembrie | Tiburon Challenger Tiburon, Statele Unite Hard – Challenger 75 – 32S/24Q/16D                     | Luke Saville Tristan Schoolkate 6–4, 6–2                       | Patrick Kypson Eliot Spizzirri                         | Jack Pinnington Jones Learner Tien     | Karue Sell Colton Smith J. J. Wolf Denis Kudla                                         |

### Octombrie
| Săptă mâna   | Turneu | Campioni                                             | Finaliști                          | Semifinaliști                                 | Sfert-finaliști                                                                         |
| ------------ | --- | ---------------------------------------------------- | ---------------------------------- | --------------------------------------------- | --------------------------------------------------------------------------------------- |
| 7 octombrie  | Hangzhou Challenger Hangzhou, China Hard – Challenger 125 – 32S/24Q/16D                                    | James Duckworth 2–6, 7–6(7–5), 6–4                   | Mackenzie McDonald                 | Tseng Chun-hsin Gabriel Diallo                | Adam Walton Fabio Fognini Arthur Cazaux Rinky Hijikata                                  |
| 7 octombrie  | Hangzhou Challenger Hangzhou, China Hard – Challenger 125 – 32S/24Q/16D                                    | Sun Fajing Te Rigele 6–3, 7–5                        | Thomas Fancutt Yuta Shimizu        | Tseng Chun-hsin Gabriel Diallo                | Adam Walton Fabio Fognini Arthur Cazaux Rinky Hijikata                                  |
| 7 octombrie  | Copa Faulcombridge Valencia, Spania Zgură – Challenger 125 – 32S/24Q/16D                                   | Pedro Martínez 6–1, 6–3                              | Jaime Faria                        | Daniel Elahi Galán Nicolas Moreno de Alboran  | Ignacio Buse Jan Choinski Thiago Agustín Tirante Dennis Novak                           |
| 7 octombrie  | Copa Faulcombridge Valencia, Spania Zgură – Challenger 125 – 32S/24Q/16D                                   | Alexander Merino Christoph Negritu 6–3, 6–4          | Karol Drzewiecki Piotr Matuszewski | Daniel Elahi Galán Nicolas Moreno de Alboran  | Ignacio Buse Jan Choinski Thiago Agustín Tirante Dennis Novak                           |
| 7 octombrie  | Open de Roanne Roanne, Franța Hard (i) – Challenger 100 – 32S/24Q/16D                                      | Benjamin Bonzi 7–5, 6–1                              | Matteo Martineau                   | Luca Van Assche Hugo Grenier                  | Cameron Norrie Pierre-Hugues Herbert Jérôme Kym David Jordà Sanchis                     |
| 7 octombrie  | Open de Roanne Roanne, Franța Hard (i) – Challenger 100 – 32S/24Q/16D                                      | Nicolás Barrientos David Pel 4–6, 6–3, [10–6]        | Jakub Paul Matěj Vocel             | Luca Van Assche Hugo Grenier                  | Cameron Norrie Pierre-Hugues Herbert Jérôme Kym David Jordà Sanchis                     |
| 7 octombrie  | Challenger de Villa María Villa María, Argentina Zgură – Challenger 100 – 32S/24Q/16D                      | Camilo Ugo Carabelli 7–6(7–3), 3–6, 6–4              | Jesper de Jong                     | Román Andrés Burruchaga Juan Manuel Cerúndolo | Federico Coria Hugo Dellien Pedro Sakamoto Matheus Pucinelli de Almeida                 |
| 7 octombrie  | Challenger de Villa María Villa María, Argentina Zgură – Challenger 100 – 32S/24Q/16D                      | Orlando Luz Marcelo Zormann 0–6, 6–3, [10–4]         | Boris Arias Federico Zeballos      | Román Andrés Burruchaga Juan Manuel Cerúndolo | Federico Coria Hugo Dellien Pedro Sakamoto Matheus Pucinelli de Almeida                 |
| 7 octombrie  | Fairfield Challenger Fairfield, Statele Unite Hard – Challenger 75 – 32S/24Q/16D                           | Learner Tien 6–0, 6–1                                | Bernard Tomic                      | Brandon Holt Tristan Schoolkate               | Patrick Kypson Dmitry Popko Alexis Galarneau Ethan Quinn                                |
| 7 octombrie  | Fairfield Challenger Fairfield, Statele Unite Hard – Challenger 75 – 32S/24Q/16D                           | Ryan Seggerman Patrik Trhac 6–2, 3–6, [10–5]         | Gabi Adrian Boitan Bruno Kuzuhara  | Brandon Holt Tristan Schoolkate               | Patrick Kypson Dmitry Popko Alexis Galarneau Ethan Quinn                                |
| 14 octombrie | Olbia Challenger Olbia, Italia Hard – Challenger 125 – 32S/24Q/16D                                         | Martín Landaluce 6–4, 6–4                            | Mattia Bellucci                    | Matteo Gigante Dalibor Svrčina                | Javier Barranco Cosano Andrea Vavassori Samuel Vincent Ruggeri Constant Lestienne       |
| 14 octombrie | Olbia Challenger Olbia, Italia Hard – Challenger 125 – 32S/24Q/16D                                         | Oleksii Krutykh Vitaliy Sachko 4–6, 6–1, [10–5]      | Íñigo Cervantes David Pichler      | Matteo Gigante Dalibor Svrčina                | Javier Barranco Cosano Andrea Vavassori Samuel Vincent Ruggeri Constant Lestienne       |
| 14 octombrie | Campeonato Internacional de Tênis de Campinas Campinas, Brazilia Zgură – Challenger 100 – 32S/24Q/16D      | Tristan Boyer 6–2, 3–6, 6–3                          | Juan Pablo Ficovich                | Camilo Ugo Carabelli Álvaro Guillén Meza      | Juan Carlos Prado Ángelo Tomás Barrios Vera Juan Pablo Varillas Román Andrés Burruchaga |
| 14 octombrie | Campeonato Internacional de Tênis de Campinas Campinas, Brazilia Zgură – Challenger 100 – 32S/24Q/16D      | Mateus Alves Orlando Luz 6–3, 6–4                    | Tomás Barrios Vera Facundo Mena    | Camilo Ugo Carabelli Álvaro Guillén Meza      | Juan Carlos Prado Ángelo Tomás Barrios Vera Juan Pablo Varillas Román Andrés Burruchaga |
| 14 octombrie | Shenzhen Longhua Open Shenzhen, China Hard – Challenger 100 – 32S/24Q/16D                                  | Mackenzie McDonald 6–4, 7–6(7–4)                     | Arthur Cazaux                      | Bai Yan Adam Walton                           | Arthur Weber Saba Purtseladze Kris van Wyk James McCabe                                 |
| 14 octombrie | Shenzhen Longhua Open Shenzhen, China Hard – Challenger 100 – 32S/24Q/16D                                  | Pruchya Isaro Wang Aoran 7–6(7–4), 6–3               | Ray Ho Joshua Paris                | Bai Yan Adam Walton                           | Arthur Weber Saba Purtseladze Kris van Wyk James McCabe                                 |
| 14 octombrie | Calgary National Bank Challenger Calgary, Canada Hard (i) – Challenger 75 – 32S/24Q/16D                    | Murphy Cassone 4–6, 6–3, 6–4                         | Govind Nanda                       | Liam Draxl Aziz Dougaz                        | Maks Kaśnikowski Bernard Tomic Nicolás Mejía Alexis Galarneau                           |
| 14 octombrie | Calgary National Bank Challenger Calgary, Canada Hard (i) – Challenger 75 – 32S/24Q/16D                    | Ryan Seggerman Patrik Trhac 6–3, 7–6(7–3)            | Robert Cash JJ Tracy               | Liam Draxl Aziz Dougaz                        | Maks Kaśnikowski Bernard Tomic Nicolás Mejía Alexis Galarneau                           |
| 14 octombrie | Open Saint-Brieuc Saint-Brieuc, Franța Hard (i) – Challenger 75 – 32S/24Q/16D                              | Benjamin Bonzi 6–2, 6–3                              | Lucas Pouille                      | Antoine Cornut-Chauvinc Grégoire Barrère      | Max Hans Rehberg Kyle Edmund Calvin Hemery Paul Jubb                                    |
| 14 octombrie | Open Saint-Brieuc Saint-Brieuc, Franța Hard (i) – Challenger 75 – 32S/24Q/16D                              | Geoffrey Blancaneaux Gabriel Debru 3–3, defaulted    | Jakub Paul Matěj Vocel             | Antoine Cornut-Chauvinc Grégoire Barrère      | Max Hans Rehberg Kyle Edmund Calvin Hemery Paul Jubb                                    |
| 21 octombrie | Taipei OEC Open Taipei, Taiwan Hard (i) – Challenger 125 – 32S/24Q/16D                                     | Taro Daniel 6–4, 7–5                                 | Adam Walton                        | Aleksandar Vukic Tseng Chun-hsin              | Mukund Sasikumar Mackenzie McDonald Hsu Yu-hsiou Coleman Wong                           |
| 21 octombrie | Taipei OEC Open Taipei, Taiwan Hard (i) – Challenger 125 – 32S/24Q/16D                                     | David Stevenson Marcus Willis 6–3, 6–3               | Nam Ji-sung Joshua Paris           | Aleksandar Vukic Tseng Chun-hsin              | Mukund Sasikumar Mackenzie McDonald Hsu Yu-hsiou Coleman Wong                           |
| 21 octombrie | Brest Challenger Brest, Franța Hard (i) – Challenger 100 – 32S/24Q/16D<                                    | Otto Virtanen 6–4, 4–6, 7–6(8–6)                     | Benjamin Bonzi                     | Alibek Kachmazov Benjamin Hassan              | João Fonseca Mikhail Kukushkin Jakub Paul Luca Van Assche                               |
| 21 octombrie | Brest Challenger Brest, Franța Hard (i) – Challenger 100 – 32S/24Q/16D<                                    | Nicolás Barrientos Skander Mansouri 7–5, 4–6, [10–5] | Jakub Paul Matěj Vocel             | Alibek Kachmazov Benjamin Hassan              | João Fonseca Mikhail Kukushkin Jakub Paul Luca Van Assche                               |
| 21 octombrie | Curitiba Challenger Curitiba, Brazilia Zgură – Challenger 100 – 32S/24Q/16D                                | Jaime Faria 6–4, 6–4                                 | Felipe Meligeni Alves              | Gustavo Heide Juan Manuel Cerúndolo           | Mateus Alves Gastão Elias Román Andrés Burruchaga Álvaro Guillén Meza                   |
| 21 octombrie | Curitiba Challenger Curitiba, Brazilia Zgură – Challenger 100 – 32S/24Q/16D                                | Fernando Romboli Matías Soto 7–6(7–5), 7–6(7–4)      | Karol Drzewiecki Piotr Matuszewski | Gustavo Heide Juan Manuel Cerúndolo           | Mateus Alves Gastão Elias Román Andrés Burruchaga Álvaro Guillén Meza                   |
| 21 octombrie | City of Playford Tennis International Playford, Australia Hard – Challenger 75 – 32S/24Q/16D               | Rinky Hijikata 6–4, 7–6(7–4)                         | Yuta Shimizu                       | Masamichi Imamura Marc Polmans                | Omar Jasika Tristan Schoolkate Shintaro Mochizuki Li Tu                                 |
| 21 octombrie | City of Playford Tennis International Playford, Australia Hard – Challenger 75 – 32S/24Q/16D               | Blake Ellis Thomas Fancutt 6–1, 5–7, [10–5]          | Jake Delaney Jesse Delaney         | Masamichi Imamura Marc Polmans                | Omar Jasika Tristan Schoolkate Shintaro Mochizuki Li Tu                                 |
| 21 octombrie | Sioux Falls Challenger Sioux Falls, Statele Unite Hard (i) – Challenger 75 – 32S/24Q/16D                   | Borna Gojo 6–1, 7–5                                  | Colton Smith                       | Murphy Cassone Mark Lajal                     | Christopher Eubanks Ozan Baris Patrick Kypson Brandon Holt                              |
| 21 octombrie | Sioux Falls Challenger Sioux Falls, Statele Unite Hard (i) – Challenger 75 – 32S/24Q/16D                   | Liam Draxl Cleeve Harper 7–5, 6–3                    | Ryan Seggerman Patrik Trhac        | Murphy Cassone Mark Lajal                     | Christopher Eubanks Ozan Baris Patrick Kypson Brandon Holt                              |
| 28 octombrie | Slovak Open Bratislava, Slovacia Hard (i) – Challenger 125 – 32S/24Q/16D<                                  | Roman Safiullin 6–3, 6–4                             | Raphaël Collignon                  | Kei Nishikori Dino Prižmić                    | Aslan Karatsev Constant Lestienne Jacob Fearnley Gabriel Diallo                         |
| 28 octombrie | Slovak Open Bratislava, Slovacia Hard (i) – Challenger 125 – 32S/24Q/16D<                                  | Nicolás Barrientos Julian Cash 6–3, 6–4              | André Göransson Sem Verbeek        | Kei Nishikori Dino Prižmić                    | Aslan Karatsev Constant Lestienne Jacob Fearnley Gabriel Diallo                         |
| 28 octombrie | Seoul Open Challenger Seul, Coreea de Sud Hard – Challenger 100 – 32S/24Q/16D                              | Nikoloz Basilashvili 7–5, 6–4                        | Taro Daniel                        | Jurij Rodionov Antoine Escoffier              | Kasidit Samrej Nicolas Moreno de Alboran Li Tu Hiroki Moriya                            |
| 28 octombrie | Seoul Open Challenger Seul, Coreea de Sud Hard – Challenger 100 – 32S/24Q/16D                              | Saketh Myneni Ramkumar Ramanathan 6–4, 4–6, [10–3]   | Vasil Kirkov Bart Stevens          | Jurij Rodionov Antoine Escoffier              | Kasidit Samrej Nicolas Moreno de Alboran Li Tu Hiroki Moriya                            |
| 28 octombrie | Charlottesville Men's Pro Challenger Charlottesville, Statele Unite Hard (i) – Challenger 75 – 32S/24Q/16D | James Trotter 6–3, 6–4                               | Nishesh Basavareddy                | Alexis Galarneau Learner Tien                 | Chris Rodesch Ethan Quinn Colton Smith Mark Lajal                                       |
| 28 octombrie | Charlottesville Men's Pro Challenger Charlottesville, Statele Unite Hard (i) – Challenger 75 – 32S/24Q/16D | Robert Cash JJ Tracy 4–6, 7–6(9–7), [10–7]           | Chris Rodesch William Woodall      | Alexis Galarneau Learner Tien                 | Chris Rodesch Ethan Quinn Colton Smith Mark Lajal                                       |
| 28 octombrie | Challenger Ciudad de Guayaquil Guayaquil, Ecuador Zgură – Challenger 75 – 32S/24Q/16D                      | Federico Agustín Gómez 6–1, 6–4                      | Tomás Barrios Vera                 | Román Andrés Burruchaga Federico Coria        | Alex Barrena Oriol Roca Batalla Henrique Rocha Andrés Andrade                           |
| 28 octombrie | Challenger Ciudad de Guayaquil Guayaquil, Ecuador Zgură – Challenger 75 – 32S/24Q/16D                      | Karol Drzewiecki Piotr Matuszewski 6–4, 7–6(7–2)     | Luís Britto Marcelo Zormann        | Román Andrés Burruchaga Federico Coria        | Alex Barrena Oriol Roca Batalla Henrique Rocha Andrés Andrade                           |
| 28 octombrie | NSW Open Sydney, Australia Hard – Challenger 75 – 32S/24Q/16D                                              | Thanasi Kokkinakis 6–1, 6–1                          | Rinky Hijikata                     | Yuta Shimizu Tristan Schoolkate               | Emile Hudd Ajeet Rai Omar Jasika Hikaru Shiraishi                                       |
| 28 octombrie | NSW Open Sydney, Australia Hard – Challenger 75 – 32S/24Q/16D                                              | Blake Ellis Thomas Fancutt 7–5, 7–6(7–4)             | Blake Bayldon Mats Hermans         | Yuta Shimizu Tristan Schoolkate               | Emile Hudd Ajeet Rai Omar Jasika Hikaru Shiraishi                                       |
| 28 octombrie | Brazzaville Challenger Brazzaville, Republica Congo Zgură – Challenger 50 – 32S/24Q/16D                    | Gonzalo Oliveira 6–4, 6–3                            | Filip Cristian Jianu               | Eliakim Coulibaly Santiago Rodríguez Taverna  | Karan Singh Calvin Hemery Dev Javia Corentin Denolly                                    |
| 28 octombrie | Brazzaville Challenger Brazzaville, Republica Congo Zgură – Challenger 50 – 32S/24Q/16D                    | Florent Bax Karan Singh 7–5, 6–1                     | Simone Agostini Alec Beckley       | Eliakim Coulibaly Santiago Rodríguez Taverna  | Karan Singh Calvin Hemery Dev Javia Corentin Denolly                                    |

### Noiembrie
| Săptă mâna   | Turneu | Campioni                                          | Finaliști                               | Semifinaliști                        | Sfert-finaliști                                                             |
| ------------ | --- | ------------------------------------------------- | --------------------------------------- | ------------------------------------ | --------------------------------------------------------------------------- |
| 4 noiembrie  | HPP Open Helsinki, Finlanda Hard (i) – Challenger 125 – 32S/24Q/16D                                       | Kei Nishikori 3–6, 6–4, 6–1                       | Luca Nardi                              | Max Hans Rehberg Denis Yevseyev      | Henri Squire Jacob Fearnley Otto Virtanen Jan Choinski                      |
| 4 noiembrie  | HPP Open Helsinki, Finlanda Hard (i) – Challenger 125 – 32S/24Q/16D                                       | Filip Bergevi Mick Veldheer 3–6, 7–6(7–5), [10–5] | Romain Arneodo Théo Arribagé            | Max Hans Rehberg Denis Yevseyev      | Henri Squire Jacob Fearnley Otto Virtanen Jan Choinski                      |
| 4 noiembrie  | Knoxville Challenger Knoxville, Statele Unite Hard (i) – Challenger 75 – 32S/24Q/16D                      | Christopher Eubanks 7–5, 7–6(11–9)                | Learner Tien                            | Nishesh Basavareddy Johannus Monday  | Mark Lajal Jay Clarke James Trotter Eliot Spizzirri                         |
| 4 noiembrie  | Knoxville Challenger Knoxville, Statele Unite Hard (i) – Challenger 75 – 32S/24Q/16D                      | Patrick Harper Johannus Monday 6–2, 6–2           | Micah Braswell Eliot Spizzirri          | Nishesh Basavareddy Johannus Monday  | Mark Lajal Jay Clarke James Trotter Eliot Spizzirri                         |
| 4 noiembrie  | Lima Challenger II Lima, Peru Zgură – Challenger 75 – 32S/24Q/16D                                         | Vít Kopřiva 6–3, 7–6(7–3)                         | Elmer Møller                            | Juan Manuel Cerúndolo Henrique Rocha | Francisco Comesaña Camilo Ugo Carabelli Vilius Gaubas Federico Coria        |
| 4 noiembrie  | Lima Challenger II Lima, Peru Zgură – Challenger 75 – 32S/24Q/16D                                         | Karol Drzewiecki Piotr Matuszewski 7–5, 6–4       | Luís Britto Gustavo Heide               | Juan Manuel Cerúndolo Henrique Rocha | Francisco Comesaña Camilo Ugo Carabelli Vilius Gaubas Federico Coria        |
| 4 noiembrie  | Matsuyama Challenger Matsuyama, Japonia Hard – Challenger 75 – 32S/24Q/16D                                | Nicolas Moreno de Alboran 7–6(7–4), 6–2           | Alex Bolt                               | Yosuke Watanuki Alexander Blockx     | Kokoro Isomura Térence Atmane Federico Cinà Shintaro Mochizuki              |
| 4 noiembrie  | Matsuyama Challenger Matsuyama, Japonia Hard – Challenger 75 – 32S/24Q/16D                                | Seita Watanabe Takeru Yuzuki 6–4, 6–3             | Nicolas Moreno de Alboran Rubin Statham | Yosuke Watanuki Alexander Blockx     | Kokoro Isomura Térence Atmane Federico Cinà Shintaro Mochizuki              |
| 11 noiembrie | Kobe Challenger Kobe, Japonia Hard (i) – Challenger 100 – 32S/24Q/16D                                     | Alexander Blockx 6–3, 6–1                         | Jurij Rodionov                          | Mattia Bellucci Taro Daniel          | Sho Shimabukuro Benjamin Hassan Yosuke Watanuki Yasutaka Uchiyama           |
| 11 noiembrie | Kobe Challenger Kobe, Japonia Hard (i) – Challenger 100 – 32S/24Q/16D                                     | Vasil Kirkov Bart Stevens 7–6(9–7), 7–5           | Kaichi Uchida Takeru Yuzuki             | Mattia Bellucci Taro Daniel          | Sho Shimabukuro Benjamin Hassan Yosuke Watanuki Yasutaka Uchiyama           |
| 11 noiembrie | Uruguay Open Montevideo, Uruguay Zgură – Challenger 100 – 32S/24Q/16D                                     | Tristan Boyer 6–2, 6–4                            | Hugo Dellien                            | Federico Coria Camilo Ugo Carabelli  | Felipe Meligeni Alves Gustavo Heide Genaro Alberto Olivieri Thiago Monteiro |
| 11 noiembrie | Uruguay Open Montevideo, Uruguay Zgură – Challenger 100 – 32S/24Q/16D                                     | Guido Andreozzi Orlando Luz 4–6, 6–3, [10–8]      | Mariano Kestelboim Franco Roncadelli    | Federico Coria Camilo Ugo Carabelli  | Felipe Meligeni Alves Gustavo Heide Genaro Alberto Olivieri Thiago Monteiro |
| 11 noiembrie | Champaign–Urbana Challenger Champaign, Statele Unite Hard (i) – Challenger 75 – 32S/24Q/16D               | Ethan Quinn 6–3, 6–1                              | Nishesh Basavareddy                     | Kenta Miyoshi Eliot Spizzirri        | Micah Braswell Jack Pinnington Jones Patrick Kypson Govind Nanda            |
| 11 noiembrie | Champaign–Urbana Challenger Champaign, Statele Unite Hard (i) – Challenger 75 – 32S/24Q/16D               | Evan King Reese Stalder 7–6(7–3), 7–5             | James Davis James MacKinlay             | Kenta Miyoshi Eliot Spizzirri        | Micah Braswell Jack Pinnington Jones Patrick Kypson Govind Nanda            |
| 11 noiembrie | Challenger Banque Nationale de Drummondville Drummondville, Canada Hard (i) – Challenger 75 – 32S/24Q/16D | Aidan Mayo 6–3, 3–6, 6–4                          | Chris Rodesch                           | James Trotter Patrick Zahraj         | Antoine Ghibaudo Karue Sell Daniel Masur Joel Schwärzler                    |
| 11 noiembrie | Challenger Banque Nationale de Drummondville Drummondville, Canada Hard (i) – Challenger 75 – 32S/24Q/16D | Robert Cash JJ Tracy 6–2, 6–4                     | Liam Draxl Cleeve Harper                | James Trotter Patrick Zahraj         | Antoine Ghibaudo Karue Sell Daniel Masur Joel Schwärzler                    |
| 11 noiembrie | All In Open Lyon, Franța Hard (i) – Challenger 75 – 32S/24Q/16D                                           | Raphaël Collignon 6–4, 6–2                        | Calvin Hemery                           | Grégoire Barrère João Fonseca        | Borna Ćorić Valentin Royer Martín Landaluce Loann Massard                   |
| 11 noiembrie | All In Open Lyon, Franța Hard (i) – Challenger 75 – 32S/24Q/16D                                           | Luke Johnson Lucas Miedler 6–1, 6–2               | Sergio Martos Gornés David Pichler      | Grégoire Barrère João Fonseca        | Borna Ćorić Valentin Royer Martín Landaluce Loann Massard                   |

## Informații statistice
Tabelul de mai jos prezintă numărul de titluri de simplu (S) și de dublu (D) câștigate de fiecare națiune în timpul sezonului. Națiunile sunt sortate în funcție de: 1) numărul total de titluri (un titlu la dublu câștigat de doi jucători reprezentând aceeași națiune contează ca o singură victorie pentru națiunea respectivă); 2) o ierarhie simplu > dublu.
ATP a anunțat în martie 2022 că jucătorii care reprezintă Rusia sau Belarus nu vor putea concura sub steagul țării lor respective din cauza invaziei rusești din Ucraina din 2022. Acești jucători nu au concurat sub nicio naționalitate, iar titlurile câștigate de acești jucători nu au fost luate în calcul în calculul total de titluri al unei țări.

### Titluri per țară
| Total | Țară                           | S  | D  |
| ----- | ------------------------------ | -- | -- |
| 52    | Statele Unite (USA)            | 17 | 35 |
| 49    | Franța (FRA)                   | 24 | 25 |
| 33    | Argentina (ARG)                | 21 | 12 |
| 29    | Australia (AUS)                | 9  | 20 |
| 29    | Marea Britanie (GBR)           | 5  | 24 |
| 19    | Spania (ESP)                   | 11 | 8  |
| 19    | Japonia (JPN)                  | 8  | 11 |
| 18    | Țările de Jos (NED)            | 3  | 15 |
| 16    | Brazilia (BRA)                 | 2  | 14 |
| 14    | Italia (ITA)                   | 10 | 4  |
| 12    | Germania (GER)                 | 2  | 10 |
| 12    | India (IND)                    | 2  | 10 |
| 10    | Elveția (SUI)                  | 8  | 2  |
| 10    | Polonia (POL)                  | 5  | 5  |
| 10    | Cehia (CZE)                    | 3  | 7  |
| 8     | Peru (PER)                     | 3  | 5  |
| 7     | Bolivia (BOL)                  | 4  | 3  |
| 7     | Portugalia (POR)               | 4  | 3  |
| 6     | Taipeiul Chinez (TPE)          | 3  | 3  |
| 6     | Finlanda (FIN)                 | 3  | 3  |
| 6     | Austria (AUT)                  | 2  | 4  |
| 6     | Chile (CHI)                    | 2  | 4  |
| 6     | Columbia (COL)                 | 1  | 5  |
| 5     | Belgia (BEL)                   | 5  | 0  |
| 5     | Bosnia și Herțegovina (BIH)    | 5  | 0  |
| 5     | China (CHN)                    | 3  | 2  |
| 5     | Monaco (MON)                   | 3  | 2  |
| 5     | Canada (CAN)                   | 1  | 4  |
| 5     | Mexic (MEX)                    | 0  | 5  |
| 5     | Tunisia (TUN)                  | 0  | 5  |
| 5     | Ucraina (UKR)                  | 0  | 5  |
| 4     | Danemarca (DEN)                | 3  | 1  |
| 4     | Kazahstan (KAZ)                | 3  | 1  |
| 4     | Slovacia (SVK)                 | 3  | 1  |
| 4     | Ecuador (ECU)                  | 1  | 3  |
| 4     | Liban (LIB)                    | 0  | 4  |
| 4     | România (ROU)                  | 0  | 4  |
| 4     | Coreea de Sud (KOR)            | 0  | 4  |
| 4     | Suedia (SWE)                   | 0  | 4  |
| 3     | Lituania (LTU)                 | 3  | 0  |
| 3     | Africa de Sud (RSA)            | 3  | 0  |
| 3     | Israel (ISR)                   | 0  | 3  |
| 3     | Noua Zeelandă (NZL)            | 0  | 3  |
| 2     | Bulgaria (BUL)                 | 2  | 0  |
| 2     | Croația (CRO)                  | 2  | 0  |
| 2     | Republica Dominicană (DOM)     | 1  | 1  |
| 2     | Georgia (GEO)                  | 1  | 1  |
| 2     | Turcia (TUR)                   | 1  | 1  |
| 2     | Venezuela (VEN)                | 1  | 1  |
| 2     | Zimbabwe (ZIM)                 | 0  | 2  |
| 1     | Ungaria (HUN)                  | 1  | 0  |
| 1     | Jamaica (JAM)                  | 1  | 0  |
| 1     | Paraguay (PAR)                 | 1  | 0  |
| 1     | Grecia (GRE)                   | 0  | 1  |
| 1     | Iordania (JOR)                 | 0  | 1  |
| 1     | Insulele Mariane de Nord (NMI) | 0  | 1  |
| 1     | Serbia (SRB)                   | 0  | 1  |
| 1     | Thailanda (THA)                | 0  | 1  |

## Distribuția punctelor
Punctele se acordă după cum urmează:
| Categorie turneu | Simplu | Simplu | Simplu | Simplu | Simplu | Simplu | Simplu | Simplu | Simplu | Dublu | Dublu | Dublu | Dublu | Dublu |
| Categorie turneu | C      | F      | SF     | QF     | R16    | R32    | Q      | Q2     | Q1     | C     | F     | SF    | QF    | R16   |
| ---------------- | ------ | ------ | ------ | ------ | ------ | ------ | ------ | ------ | ------ | ----- | ----- | ----- | ----- | ----- |
| Challenger 175   | 175    | 90     | 50     | 25     | 13     | 0      | 6      | 3      | 0      | 175   | 100   | 60    | 32    | 0     |
| Challenger 125   | 125    | 64     | 35     | 16     | 8      | 0      | 5      | 3      | 0      | 125   | 75    | 45    | 25    | 0     |
| Challenger 100   | 100    | 50     | 25     | 14     | 7      | 0      | 4      | 2      | 0      | 100   | 60    | 36    | 20    | 0     |
| Challenger 75    | 75     | 44     | 22     | 12     | 6      | 0      | 4      | 2      | 0      | 75    | 50    | 30    | 16    | 0     |
| Challenger 50    | 50     | 25     | 14     | 8      | 4      | 0      | 3      | 1      | 0      | 50    | 30    | 17    | 9     | 0     |